# Liste des églises des Hautes-Pyrénées
La liste des églises des Hautes-Pyrénées recense de manière exhaustive les églises situées dans le département français des Hautes-Pyrénées. Il est fait état des diverses protections dont elles peuvent bénéficier, et notamment les inscriptions et classements au titre des monuments historiques.
Toutes sont situées dans le diocèse de Tarbes et Lourdes.

## Statistiques

### Nombres
Le département des Hautes-Pyrénées compte 531 églises, soit une moyenne de 1,12 églises par commune (469 communes composant le département).
En 2018, le diocèse de Tarbes et Lourdes compte 525 paroisses.
- 7 communes qui sont : Barry, Caharet, Castéra-Lanusse, Casterets, Sainte-Marie, Seich et Thuy ne comptent pas d'église sur leur territoire.

Les communes comptant plus d'une église sont les suivantes :
- 2 : 38 communes comptent deux églises sur leur territoire.
- 3 : Avezac-Prat-Lahitte, Bareilles, Beyrède-Jumet-Camous, Boô-Silhen, Campan, Cazaux-Fréchet-Anéran-Camors, Hèches, Jarret, Loudenvielle
- 6 : Lourdes, Bagnères-de-Bigorre.
- 12 : Tarbes.

### Dédicaces
La majorité des églises des Hautes-Pyrénées sont consacrés à saint Martin (62 églises, soit 11,7 %). Dans le détail :
- 6 sont consacrées à Notre-Dame, seule
- 31 sont consacrées à Notre-Dame, à laquelle est adjoint un qualificatif :
  - 27 à Notre-Dame-de-l'Assomption ;
  - 1 à Notre-Dame-du-Bon-Port, Notre-Dame Source de Vie orthodoxe, Notre-Dame-des-Neiges

Parmi les autres dédicaces, celles qui reviennent le plus souvent sont :
- 47 à l'Assomption ;
- 45 à saint Pierre dont 5 à Saint-Pierre-aux-Liens ;
- 35 à saint Jean-Baptiste, 8 saint Jean l’Évangéliste, 2 saint Jean,
- 26 à saint Laurent,
- 23 à saint Michel,
- 18 à saint Barthélemy,
- 14 à saint André et Nativité de la Sainte Vierge,
- 13 à saint Saturnin,
- 12 à saint Vincent,
- 11 à saint Étienne,
- 10 à saint Blaise,
- 8 à Saint-Jacques,
- 7 au martyre de saint Jean-Baptiste,
- 6 à saint Pierre et saint Paul, saint Germé, saint Christophe et L'Invention-de-Saint-Étienne.

## Classement
Le classement ci-après se fait par commune selon l'ordre alphabétique.
Il est fait état des diverses protections dont elles peuvent bénéficier, et notamment les inscriptions et classements au titre des monuments historiques.

## Liste

### Cultecatholique
| A - B - C - D -E - F - G - H -I - J - L - M - N - O - P - R - S - T - U - V |

| Nom de l'église                                                    | Commune                      | Adresse                                       | Coordonnées                        | Notice         | Protection              | Année     | Illustration                                                       |
| ------------------------------------------------------------------ | ---------------------------- | --------------------------------------------- | ---------------------------------- | -------------- | ----------------------- | --------- | ------------------------------------------------------------------ |
| A                                                                  |                              |                                               |                                    |                |                         |           |                                                                    |
| Église Saint-Barthélemy d'Adast                                    | Adast                        | Rue de Miramont                               | 42° 58′ 25″ nord, 0° 04′ 47″ ouest |                |                         |           | Église Saint-Barthélemy d'Adast                                    |
| Église Saint-Hippolyte d'Adé                                       | Adé                          |                                               | 43° 08′ 03″ nord, 0° 01′ 41″ ouest |                |                         |           | Église Saint-Hippolyte d'Adé                                       |
| Église Saint-Étienne d'Adervielle                                  | Adervielle-Pouchergues       |                                               | 42° 49′ 11″ nord, 0° 24′ 15″ est   |                |                         |           | Église Saint-Étienne d'Adervielle                                  |
| Église Saint-Laurent de Pouchergues                                | Adervielle-Pouchergues       |                                               | 42° 49′ 21″ nord, 0° 24′ 13″ est   |                |                         |           | Église Saint-Laurent de Pouchergues                                |
| Église Saint-Hippolyte d'Agos                                      | Agos-Vidalos                 |                                               | 43° 02′ 17″ nord, 0° 04′ 22″ ouest |                |                         |           | Église Saint-Hippolyte d'Agos                                      |
| Église Saint-Michel de Vidalos                                     | Agos-Vidalos                 |                                               | 43° 01′ 49″ nord, 0° 04′ 49″ ouest |                |                         |           | Église Saint-Michel de Vidalos                                     |
| Église Saint-Pierre d'Allier                                       | Allier                       |                                               | 43° 10′ 42″ nord, 0° 06′ 55″ est   |                |                         |           | Église Saint-Pierre d'Allier                                       |
| Église Saint-Blaise, Saint-Martin d'Ancizan                        | Ancizan                      | Place de l'Église                             | 42° 52′ 23″ nord, 0° 20′ 14″ est   |                |                         |           | Église Saint-Blaise, Saint-Martin d'Ancizan                        |
| Église Saint-Jean-Baptiste d'Ousten                                | Ancizan                      |                                               | 42° 52′ 01″ nord, 0° 19′ 40″ est   |                |                         |           | Église Saint-Jean-Baptiste d'Ousten                                |
| Église Saint-Barthélemy d'Andrest                                  | Andrest                      |                                               | 43° 18′ 58″ nord, 0° 03′ 41″ est   | « PA00095311 » | Inscrit MH              | 1987      | Église Saint-Barthélemy d'Andrest                                  |
| Église Saint-Pierre d'Anères                                       | Anères                       |                                               | 43° 04′ 06″ nord, 0° 27′ 55″ est   |                |                         |           | Église Saint-Pierre d'Anères                                       |
| Église Saint-Étienne de Les Angles                                 | Les Angles                   |                                               | 43° 05′ 04″ nord, 0° 00′ 15″ est   |                |                         |           | Église Saint-Étienne de Les Angles                                 |
| Église Saint-Saturnin d'Angos                                      | Angos                        |                                               | 43° 11′ 36″ nord, 0° 08′ 56″ est   |                |                         |           | Église Saint-Saturnin d'Angos                                      |
| Église Saint-Étienne d'Anla                                        | Anla                         |                                               | 43° 00′ 11″ nord, 0° 34′ 54″ est   |                |                         |           | Église Saint-Étienne d'Anla                                        |
| Église de la Nativité-de-la-Sainte-Vierge d'Ansost                 | Ansost                       |                                               | 43° 25′ 56″ nord, 0° 06′ 38″ est   |                |                         |           | Église de la Nativité-de-la-Sainte-Vierge d'Ansost                 |
| Église Saint-Sernin d'Antichan                                     | Antichan                     |                                               | 42° 59′ 45″ nord, 0° 34′ 52″ est   |                |                         |           | Église Saint-Sernin d'Antichan                                     |
| Église Saint-Martin d'Antin                                        | Antin                        |                                               | 43° 19′ 58″ nord, 0° 17′ 16″ est   |                |                         |           | Église Saint-Martin d'Antin                                        |
| Église Saint-Martin d'Antist                                       | Antist                       | Cami Deth Cap Dera Serra                      | 43° 07′ 01″ nord, 0° 07′ 41″ est   |                |                         |           | Église Saint-Martin d'Antist                                       |
| Église Saint-Pierre-aux-Liens d'Aragnouet                          | Aragnouet                    |                                               | 42° 47′ 04″ nord, 0° 12′ 32″ est   |                |                         |           | Église Saint-Pierre-aux-Liens d'Aragnouet                          |
| Église Saint-Pierre-aux-Liens d'Eget                               | Aragnouet                    | Éget-Village                                  | 42° 47′ 52″ nord, 0° 16′ 18″ est   |                |                         |           | Église Saint-Pierre-aux-Liens d'Eget                               |
| Église Saint-Laurent d'Arbéost                                     | Arbéost                      |                                               | 42° 59′ 51″ nord, 0° 17′ 11″ ouest |                |                         |           | Église Saint-Laurent d'Arbéost                                     |
| Église Saint-Misselin d'Arcizac-Adour                              | Arcizac-Adour                |                                               | 43° 09′ 21″ nord, 0° 05′ 56″ est   |                |                         |           | Église Saint-Misselin d'Arcizac-Adour                              |
| Église Saint-Caprais d'Arcizac-ez-Angles                           | Arcizac-ez-Angles            |                                               | 43° 05′ 35″ nord, 0° 00′ 38″ est   |                |                         |           | Église Saint-Caprais d'Arcizac-ez-Angles                           |
| Église Saint-Martin d'Arcizans-Avant                               | Arcizans-Avant               |                                               | 42° 59′ 18″ nord, 0° 06′ 19″ ouest | « PA00095313 » | Inscrit MH              | 1979      | Église Saint-Martin d'Arcizans-Avant                               |
| Église Saint-André d'Arcizans-Dessus                               | Arcizans-Dessus              |                                               | 42° 59′ 03″ nord, 0° 09′ 39″ ouest |                |                         |           | Église Saint-André d'Arcizans-Dessus                               |
| Église Saint-Pierre-aux-Liens d'Ardengost                          | Ardengost                    |                                               | 42° 55′ 32″ nord, 0° 24′ 13″ est   |                |                         |           | Église Saint-Pierre-aux-Liens d'Ardengost                          |
| Église de l’Assomption d'Argelès-Bagnères                          | Argelès-Bagnères             |                                               | 43° 05′ 18″ nord, 0° 12′ 03″ est   |                |                         |           | Église de l’Assomption d'Argelès-Bagnères                          |
| Église Saint-Saturnin d'Argelès-Gazost                             | Argelès-Gazost               |                                               | 43° 00′ 22″ nord, 0° 06′ 04″ ouest |                |                         |           | Église Saint-Saturnin d'Argelès-Gazost                             |
| Église de l’Assomption d'Aries                                     | Aries-Espénan                |                                               | 43° 16′ 26″ nord, 0° 31′ 40″ est   |                |                         |           | Église de l’Assomption d'Aries                                     |
| Église Saint-Laurent d'Espénan                                     | Aries-Espénan                |                                               | 43° 15′ 58″ nord, 0° 31′ 19″ est   |                |                         |           | Église Saint-Laurent d'Espénan                                     |
| Église Saint-Michel d'Arné                                         | Arné                         |                                               | 43° 11′ 13″ nord, 0° 30′ 20″ est   |                |                         |           | Église Saint-Michel d'Arné                                         |
| Église Saint-Martin d'Arras-en-Lavedan                             | Arras-en-Lavedan             |                                               | 42° 59′ 27″ nord, 0° 07′ 38″ ouest | « PA00095317 » | Inscrit MH              | 1979      | Église Saint-Martin d'Arras-en-Lavedan                             |
| Église Saint-Martin d'Arrayou                                      | Arrayou-Lahitte              |                                               | 43° 06′ 09″ nord, 0° 02′ 52″ est   |                |                         |           | Église Saint-Martin d'Arrayou                                      |
| Église Saint-Michel de Lahitte-ez-Angles                           | Arrayou-Lahitte              |                                               | 43° 05′ 34″ nord, 0° 02′ 26″ est   |                |                         |           | Église Saint-Michel de Lahitte-ez-Angles                           |
| Église Notre-Dame d'Arreau                                         | Arreau                       |                                               | 42° 54′ 14″ nord, 0° 21′ 38″ est   | « PA00095319 » | Inscrit MH              | 1989      | Église Notre-Dame d'Arreau                                         |
| Église Saint-Exupère d'Arreau                                      | Arreau                       |                                               | 42° 54′ 14″ nord, 0° 21′ 33″ est   | « PA00095320 » | Classé MH               | 1952      | Église Saint-Exupère d'Arreau                                      |
| Église Saint-Pierre d'Arrens                                       | Arrens-Marsous               |                                               | 42° 57′ 22″ nord, 0° 12′ 54″ ouest | « PA00095324 » | Inscrit MH · Inscrit MH | 1941 1989 | Église Saint-Pierre d'Arrens                                       |
| Église Saint-Martin de Marsous                                     | Arrens-Marsous               |                                               | 42° 57′ 56″ nord, 0° 12′ 08″ ouest |                |                         |           | Église Saint-Martin de Marsous                                     |
| Église Saint-Blaise d'Arrodets                                     | Arrodets                     |                                               | 43° 01′ 50″ nord, 0° 17′ 01″ est   |                |                         |           | Église Saint-Blaise d'Arrodets                                     |
| Église de la Toussaint d'Arrodets-ez-Angles                        | Arrodets-ez-Angles           |                                               | 43° 04′ 28″ nord, 0° 02′ 18″ est   |                |                         |           | Église de la Toussaint d'Arrodets-ez-Angles                        |
| Église Saint-Nazaire d'Artagnan                                    | Artagnan                     | Rue de l'Église                               | 43° 24′ 13″ nord, 0° 04′ 36″ est   |                |                         |           | Église Saint-Nazaire d'Artagnan                                    |
| Église Saint-Pierre d'Artalens                                     | Artalens-Souin               |                                               | 42° 58′ 31″ nord, 0° 02′ 51″ ouest |                |                         |           | Église Saint-Pierre d'Artalens                                     |
| Église Saint-Michel de Souin                                       | Artalens-Souin               |                                               | 42° 59′ 13″ nord, 0° 03′ 08″ ouest |                |                         |           | Église Saint-Michel de Souin                                       |
| Église de l’Assomption d'Artiguemy                                 | Artiguemy                    |                                               | 43° 07′ 33″ nord, 0° 14′ 42″ est   |                |                         |           | Église de l’Assomption d'Artiguemy                                 |
| Église du Martyre-de-Saint-Jean-Baptiste d'Artigues                | Artigues                     |                                               | 43° 04′ 30″ nord, 0° 00′ 10″ est   |                |                         |           | Église du Martyre-de-Saint-Jean-Baptiste d'Artigues                |
| Église Saint-Martin d'Aspin-Aure                                   | Aspin-Aure                   |                                               | 42° 55′ 53″ nord, 0° 20′ 23″ est   |                |                         |           | Église Saint-Martin d'Aspin-Aure                                   |
| Église Notre-Dame-de-l'Assomption d’Aspin-en-Lavedan               | Aspin-en-Lavedan             |                                               | 43° 04′ 30″ nord, 0° 02′ 51″ ouest |                |                         |           | Église Notre-Dame-de-l'Assomption d’Aspin-en-Lavedan               |
| Église Saint-Pierre d'Asque                                        | Asque                        |                                               | 43° 02′ 45″ nord, 0° 15′ 22″ est   |                |                         |           | Église Saint-Pierre d'Asque                                        |
| Église Saint-Saturnin d'Asté                                       | Asté                         |                                               | 43° 02′ 29″ nord, 0° 10′ 09″ est   | « PA00095325 » | Inscrit MH              | 1989      | Église Saint-Saturnin d'Asté                                       |
| Église Saint-André d'Astugue                                       | Astugue                      |                                               | 43° 05′ 34″ nord, 0° 04′ 12″ est   |                |                         |           | Église Saint-André d'Astugue                                       |
| Église Saint-Martin d'Aubarède                                     | Aubarède                     |                                               | 43° 16′ 20″ nord, 0° 14′ 09″ est   |                |                         |           | Église Saint-Martin d'Aubarède                                     |
| Église Saint-Félix d'Aucun                                         | Aucun                        |                                               | 42° 58′ 25″ nord, 0° 11′ 35″ ouest | « PA00095326 » | Classé MH               | 1922      | Église Saint-Félix d'Aucun                                         |
| Église Saint-Félix-de-Valois d'Aulon                               | Aulon                        |                                               | 42° 51′ 04″ nord, 0° 17′ 49″ est   | « PA00095446 » | Inscrit MH              | 1989      | Église Saint-Félix-de-Valois d'Aulon                               |
| Église Saint-Guérin d'Aureilhan                                    | Aureilhan                    | Place de l'Église                             | 43° 14′ 34″ nord, 0° 05′ 51″ est   |                |                         |           | Église Saint-Guérin d'Aureilhan                                    |
| Église Saint-Jacques-le-Mineur d'Aureilhan                         | Aureilhan                    | Quartier des Castors                          | 43° 14′ 33″ nord, 0° 05′ 18″ est   |                |                         |           | Église Saint-Jacques-le-Mineur d'Aureilhan                         |
| Église Saint-Séverin d'Aurensan                                    | Aurensan                     |                                               | 43° 18′ 16″ nord, 0° 05′ 17″ est   |                |                         |           | Église Saint-Séverin d'Aurensan                                    |
| Église de la Nativité-de-la-Sainte-Vierge d'Auriébat               | Auriébat                     |                                               | 43° 29′ 43″ nord, 0° 05′ 17″ est   | « PA00095328 » | Classé MH               | 1914      | Église de la Nativité-de-la-Sainte-Vierge d'Auriébat               |
| Église Saint-Blaise d'Avajan                                       | Avajan                       |                                               | 42° 50′ 32″ nord, 0° 24′ 26″ est   |                |                         |           | Église Saint-Blaise d'Avajan                                       |
| Église Saint-Saturnin d'Aventignan                                 | Aventignan                   |                                               | 43° 04′ 09″ nord, 0° 31′ 11″ est   |                |                         |           | Église Saint-Saturnin d'Aventignan                                 |
| Église Saint-Martin d'Averan                                       | Averan                       |                                               | 43° 08′ 16″ nord, 0° 00′ 28″ est   |                |                         |           | Église Saint-Martin d'Averan                                       |
| Église Notre-Dame-de-l'Assomption d'Aveux                          | Aveux                        |                                               | 43° 00′ 36″ nord, 0° 34′ 17″ est   |                |                         |           | Église Notre-Dame-de-l'Assomption d'Aveux                          |
| Église Saint-Barthélémy d'Avezac                                   | Avezac-Prat-Lahitte          |                                               | 43° 03′ 58″ nord, 0° 20′ 18″ est   |                |                         |           | Église Saint-Barthélémy d'Avezac                                   |
| Église Saint-Barthélemy de Prat                                    | Avezac-Prat-Lahitte          |                                               | 43° 03′ 07″ nord, 0° 20′ 12″ est   |                |                         |           | Église Saint-Barthélemy de Prat                                    |
| Église Saint-Michel de Lahitte                                     | Avezac-Prat-Lahitte          |                                               | 43° 04′ 18″ nord, 0° 18′ 49″ est   |                |                         |           | Église Saint-Michel de Lahitte                                     |
| Église Saint-Germé d'Ayros                                         | Ayros-Arbouix                |                                               | 43° 00′ 19″ nord, 0° 03′ 52″ ouest |                |                         |           | Église Saint-Germé d'Ayros                                         |
| Église Saint-Martin d'Arbouix                                      | Ayros-Arbouix                |                                               | 42° 59′ 51″ nord, 0° 03′ 46″ ouest |                |                         |           | Église Saint-Martin d'Arbouix                                      |
| Église Saint-André d'Ayzac                                         | Ayzac-Ost                    |                                               | 43° 01′ 21″ nord, 0° 05′ 49″ ouest |                |                         |           | Église Saint-André d'Ayzac                                         |
| Église Sainte-Lucie d'Ost                                          | Ayzac-Ost                    |                                               | 43° 01′ 37″ nord, 0° 05′ 32″ ouest |                |                         |           | Église Sainte-Lucie d'Ost                                          |
| Église Saint-Fructueux d'Azereix                                   | Azereix                      |                                               | 43° 12′ 35″ nord, 0° 00′ 39″ ouest | « PA00095333 » | Inscrit MH              | 1979      | Église Saint-Fructueux d'Azereix                                   |
| Église Notre-Dame-de-l'Assomption d'Azet                           | Azet                         |                                               | 42° 48′ 39″ nord, 0° 21′ 08″ est   | « PA00135468 » | Inscrit MH              | 1995      | Église Notre-Dame-de-l'Assomption d'Azet                           |
| Nom de l'église                                                    | Commune                      | Adresse                                       | Coordonnées                        | Notice         | Protection              | Année     | Illustration                                                       |
| B                                                                  |                              |                                               |                                    |                |                         |           |                                                                    |
| Église Saint-Vincent de Bagnères-de-Bigorre                        | Bagnères-de-Bigorre          | Rue Pasteur                                   | 43° 03′ 55″ nord, 0° 09′ 00″ est   | « PA00095337 » | Classé MH               | 1990      | Église Saint-Vincent de Bagnères-de-Bigorre                        |
| Église Saint-Jean de Bagnères-de-Bigorre                           | Bagnères-de-Bigorre          | Rue Saint-Jean Rue des Thermes                | 43° 03′ 47″ nord, 0° 08′ 52″ est   | « PA00095336 » | Inscrit MH              | 1926      | Église Saint-Jean de Bagnères-de-Bigorre                           |
| Église des Carmes de Bagnères-de-Bigorre                           | Bagnères-de-Bigorre          | Avenue de la Fontaine Férigineuse             | 43° 04′ 02″ nord, 0° 08′ 45″ est   |                |                         |           | Église des Carmes de Bagnères-de-Bigorre                           |
| Église Saint-Vincent de Soulagnets                                 | Bagnères-de-Bigorre          |                                               | 43° 02′ 28″ nord, 0° 04′ 24″ est   |                |                         |           | Église Saint-Vincent de Soulagnets                                 |
| Église Saints-Anges-Gardiens de Lesponne                           | Bagnères-de-Bigorre          |                                               | 43° 00′ 22″ nord, 0° 08′ 18″ est   |                |                         |           | Église Saints-Anges-Gardiens de Lesponne                           |
| Église de la Nativité-de-la-Sainte-Vierge de Banios                | Banios                       |                                               | 43° 02′ 37″ nord, 0° 14′ 04″ est   |                |                         |           | Église de la Nativité-de-la-Sainte-Vierge de Banios                |
| Église Saint-Orens de Barbachen                                    | Barbachen                    |                                               | 43° 26′ 03″ nord, 0° 07′ 52″ est   |                |                         |           | Église Saint-Orens de Barbachen                                    |
| Église Notre-Dame-de-l’Assomption de Barbazan-Debat                | Barbazan-Debat               | Rue de l'Égalité                              | 43° 11′ 53″ nord, 0° 07′ 04″ est   |                |                         |           | Église Notre-Dame-de-l’Assomption de Barbazan-Debat                |
| Église Notre-Dame-de-l’Assomption de Barbazan-Dessus               | Barbazan-Dessus              |                                               | 43° 09′ 59″ nord, 0° 08′ 29″ est   |                |                         |           | Église Notre-Dame-de-l’Assomption de Barbazan-Dessus               |
| Église Saint-Laurent de Barèges                                    | Barèges                      |                                               | 42° 53′ 48″ nord, 0° 03′ 52″ est   |                |                         |           | Église Saint-Laurent de Barèges                                    |
| Église Notre-Dame-de-l'Assomption de Bareilles                     | Bareilles                    |                                               | 42° 53′ 49″ nord, 0° 25′ 25″ est   |                |                         |           | Église Notre-Dame-de-l'Assomption de Bareilles                     |
| Église Saint-Martin d'Is                                           | Bareilles                    |                                               | 42° 53′ 52″ nord, 0° 23′ 45″ est   |                |                         |           | Église Saint-Martin d'Is                                           |
| Église Saint-Vincent de Pouy                                       | Bareilles                    |                                               | 42° 53′ 54″ nord, 0° 24′ 50″ est   |                |                         |           | Église Saint-Vincent de Pouy                                       |
| Église Saint-Martin de Barlest                                     | Barlest                      |                                               | 43° 09′ 05″ nord, 0° 05′ 33″ ouest |                |                         |           | Église Saint-Martin de Barlest                                     |
| Église Saint-Martin de Barrancoueu                                 | Barrancoueu                  |                                               | 42° 54′ 34″ nord, 0° 20′ 06″ est   |                |                         |           | Église Saint-Martin de Barrancoueu                                 |
| Église Saint-Exupère de Barthe                                     | Barthe                       |                                               | 43° 16′ 58″ nord, 0° 28′ 21″ est   |                |                         |           | Église Saint-Exupère de Barthe                                     |
| Église Saint-Jean-Baptiste de La Barthe-de-Neste                   | La Barthe-de-Neste           |                                               | 43° 04′ 43″ nord, 0° 23′ 06″ est   |                |                         |           | Église Saint-Jean-Baptiste de La Barthe-de-Neste                   |
| Église Saint-Jean-Baptiste de Bartrès                              | Bartrès                      | Rue de l'Église                               | 43° 07′ 28″ nord, 0° 02′ 54″ ouest |                |                         |           | Église Saint-Jean-Baptiste de Bartrès                              |
| Église Saint-Jean-l'Évangéliste de Batsère                         | Batsère                      |                                               | 43° 03′ 42″ nord, 0° 17′ 21″ est   |                |                         |           | Église Saint-Jean-l'Évangéliste de Batsère                         |
| Église Saint-Martin de Bazet                                       | Bazet                        |                                               | 43° 17′ 27″ nord, 0° 04′ 37″ est   |                |                         |           | Église Saint-Martin de Bazet                                       |
| Église Saint-Saturnin de Bazillac                                  | Bazillac                     |                                               | 43° 21′ 21″ nord, 0° 05′ 49″ est   |                |                         |           | Église Saint-Saturnin de Bazillac                                  |
| Église Saint-Jean-Baptiste de Bazordan                             | Bazordan                     |                                               | 43° 13′ 24″ nord, 0° 33′ 02″ est   |                |                         |           | Église Saint-Jean-Baptiste de Bazordan                             |
| Église Saint-Michel de Bazus-Aure                                  | Bazus-Aure                   |                                               | 42° 51′ 23″ nord, 0° 21′ 01″ est   | « PA65000009 » | Inscrit MH              | 2004      | Église Saint-Michel de Bazus-Aure                                  |
| Église Saint-Blaise de Bazus-Neste                                 | Bazus-Neste                  |                                               | 43° 02′ 08″ nord, 0° 22′ 50″ est   |                |                         |           | Église Saint-Blaise de Bazus-Neste                                 |
| Église Saint-Vincent de Beaucens                                   | Beaucens                     |                                               | 42° 58′ 32″ nord, 0° 03′ 37″ ouest |                |                         |           | Église Saint-Vincent de Beaucens                                   |
| Église Saint-Martin de Beaudéan                                    | Beaudéan                     | Rue du Pouey                                  | 43° 01′ 44″ nord, 0° 09′ 59″ est   | « PA00095345 » | Classé MH               | 1989      | Église Saint-Martin de Beaudéan                                    |
| Église Saint-Martin de Bégole                                      | Bégole                       |                                               | 43° 09′ 22″ nord, 0° 19′ 41″ est   |                |                         |           | Église Saint-Martin de Bégole                                      |
| Église de la Nativité-de-la-Sainte-Vierge de Bénac                 | Bénac                        |                                               | 43° 09′ 14″ nord, 0° 01′ 31″ est   | « PA00095347 » | Inscrit MH              | 1972      | Église de la Nativité-de-la-Sainte-Vierge de Bénac                 |
| Église Saint-Étienne de Benqué                                     | Benqué-Molère                |                                               | 43° 05′ 37″ nord, 0° 16′ 58″ est   |                |                         |           | Église Saint-Étienne de Benqué                                     |
| Église Sainte-Barbe de Molère                                      | Benqué-Molère                |                                               | 43° 05′ 52″ nord, 0° 17′ 44″ est   |                |                         |           | Église Sainte-Barbe de Molère                                      |
| Église de l’Assomption de Berbérust                                | Berbérust-Lias               |                                               | 43° 02′ 43″ nord, 0° 01′ 49″ ouest |                |                         |           | Église de l’Assomption de Berbérust                                |
| Église Saint-Jean-Baptiste de Lias                                 | Berbérust-Lias               |                                               | 43° 02′ 04″ nord, 0° 02′ 18″ ouest |                |                         |           | Église Saint-Jean-Baptiste de Lias                                 |
| Église Saint-Séréné de Bernac-Debat                                | Bernac-Debat                 |                                               | 43° 10′ 00″ nord, 0° 06′ 35″ est   |                |                         |           | Église Saint-Séréné de Bernac-Debat                                |
| Église Saint-Étienne de Bernac-Dessus                              | Bernac-Dessus                |                                               | 43° 09′ 42″ nord, 0° 06′ 41″ est   |                |                         |           | Église Saint-Étienne de Bernac-Dessus                              |
| Église de l’Assomption de Bernadets-Debat                          | Bernadets-Debat              |                                               | 43° 21′ 14″ nord, 0° 18′ 55″ est   |                |                         |           | Église de l’Assomption de Bernadets-Debat                          |
| Église de l’Assomption de Bernadets-Dessus                         | Bernadets-Dessus             |                                               | 43° 13′ 02″ nord, 0° 18′ 10″ est   |                |                         |           | Église de l’Assomption de Bernadets-Dessus                         |
| Église Saint-Jean l'Évangéliste de Bertren                         | Bertren                      |                                               | 42° 59′ 58″ nord, 0° 37′ 02″ est   |                |                         |           | Église Saint-Jean l'Évangéliste de Bertren                         |
| Église Saint-Jean-Baptiste de Betbèze                              | Betbèze                      |                                               | 43° 17′ 08″ nord, 0° 34′ 13″ est   |                |                         |           | Église Saint-Jean-Baptiste de Betbèze                              |
| Église Saint-Sébastien de Betpouey                                 | Betpouey                     |                                               | 42° 52′ 55″ nord, 0° 02′ 01″ est   |                |                         |           | Église Saint-Sébastien de Betpouey                                 |
| Église Saint-Jean-Baptiste de Betpouy                              | Betpouy                      |                                               | 43° 16′ 34″ nord, 0° 27′ 33″ est   |                |                         |           | Église Saint-Jean-Baptiste de Betpouy                              |
| Église Saint-Pierre de Bettes                                      | Bettes                       |                                               | 43° 04′ 47″ nord, 0° 12′ 48″ est   |                |                         |           | Église Saint-Pierre de Bettes                                      |
| Église Saint-Martin de Beyrède                                     | Beyrède-Jumet-Camous         |                                               | 42° 57′ 25″ nord, 0° 22′ 33″ est   |                |                         |           | Église Saint-Martin de Beyrède                                     |
| Église Saint-Geniès de Jumet                                       | Beyrède-Jumet-Camous         |                                               | 42° 56′ 45″ nord, 0° 22′ 02″ est   |                |                         |           | Église Saint-Geniès de Jumet                                       |
| Église Saint-Laurent de Camous                                     | Beyrède-Jumet-Camous         |                                               | 42° 56′ 42″ nord, 0° 22′ 30″ est   |                |                         |           | Église Saint-Laurent de Camous                                     |
| Église Notre-Dame-de-l'Assomption de Bize                          | Bize                         |                                               | 43° 02′ 34″ nord, 0° 28′ 22″ est   |                |                         |           | Église Notre-Dame-de-l'Assomption de Bize                          |
| Église de l'Invention-de-Saint-Étienne de Bizous                   | Bizous                       |                                               | 43° 04′ 08″ nord, 0° 26′ 32″ est   |                |                         |           | Église de l'Invention-de-Saint-Étienne de Bizous                   |
| Église Saint-Félix de Bonnefont                                    | Bonnefont                    |                                               | 43° 15′ 00″ nord, 0° 20′ 49″ est   |                |                         |           | Église Saint-Félix de Bonnefont                                    |
| Église de la Nativité-de-la-Sainte-Vierge de La Hitte              | Bonnefont                    |                                               | 43° 14′ 43″ nord, 0° 21′ 45″ est   |                |                         |           | Église de la Nativité-de-la-Sainte-Vierge de La Hitte              |
| Église Saint-Nicolas de Bonnemazon                                 | Bonnemazon                   |                                               | 43° 06′ 10″ nord, 0° 15′ 52″ est   |                |                         |           | Église Saint-Nicolas de Bonnemazon                                 |
| Église de l’Assomption de Bonrepos                                 | Bonrepos                     |                                               | 43° 11′ 40″ nord, 0° 22′ 27″ est   |                |                         |           | Église de l’Assomption de Bonrepos                                 |
| Église Saint-Barthélemy de Boô                                     | Boô-Silhen                   |                                               | 43° 01′ 25″ nord, 0° 04′ 05″ ouest | « PA00095351 » | Inscrit MH              | 1986      | Église Saint-Barthélemy de Boô                                     |
| Église Saint-Vincent de Silhen                                     | Boô-Silhen                   |                                               | 43° 00′ 46″ nord, 0° 04′ 44″ ouest | « PA00095352 » | Inscrit MH              | 1986      | Église Saint-Vincent de Silhen                                     |
| Église Saint-Jean-Baptiste d'Asmets                                | Boô-Silhen                   |                                               | 43° 01′ 09″ nord, 0° 04′ 18″ ouest |                |                         |           | Église Saint-Jean-Baptiste d'Asmets                                |
| Église Notre-Dame-de-l'Assomption de Bordères                      | Bordères-Louron              |                                               | 42° 52′ 20″ nord, 0° 23′ 39″ est   |                |                         |           | Église Notre-Dame-de-l'Assomption de Bordères                      |
| Église Saint-Germé d'Ilhan                                         | Bordères-Louron              |                                               | 42° 52′ 26″ nord, 0° 23′ 04″ est   | « PA00095353 » | Inscrit MH              | 1989      | Église Saint-Germé d'Ilhan                                         |
| Église Saint-Barthélemy de Bordères-sur-l'Échez                    | Bordères-sur-l'Échez         | Rue Victor Hugo                               | 43° 15′ 29″ nord, 0° 02′ 50″ est   |                |                         |           | Église Saint-Barthélemy de Bordères-sur-l'Échez                    |
| Église Saint-Christophe de Bordes                                  | Bordes                       |                                               | 43° 11′ 54″ nord, 0° 13′ 30″ est   |                |                         |           | Église Saint-Christophe de Bordes                                  |
| Église Saint-Laurent de Bouilh-Devant                              | Bouilh-Devant                |                                               | 43° 19′ 53″ nord, 0° 15′ 36″ est   |                |                         |           | Église Saint-Laurent de Bouilh-Devant                              |
| Église Saint-Martin de Bouilh-Péreuilh                             | Bouilh-Péreuilh              |                                               | 43° 18′ 24″ nord, 0° 11′ 17″ est   |                |                         |           | Église Saint-Martin de Bouilh-Péreuilh                             |
| Église Saint-Barthélemy de Boulin                                  | Boulin                       |                                               | 43° 15′ 17″ nord, 0° 08′ 07″ est   |                |                         |           | Église Saint-Barthélemy de Boulin                                  |
| Église Saint-Pierre de Bourg-de-Bigorre                            | Bourg-de-Bigorre             |                                               | 43° 05′ 27″ nord, 0° 15′ 41″ est   |                |                         |           | Église Saint-Pierre de Bourg-de-Bigorre                            |
| Église Notre-Dame de Bourisp                                       | Bourisp                      | Rue de l'Église                               | 42° 49′ 42″ nord, 0° 20′ 20″ est   | « PA00095354 » | Classé MH               | 1960      | Église Notre-Dame de Bourisp                                       |
| Église de la Toussaint de Bourréac                                 | Bourréac                     |                                               | 43° 06′ 11″ nord, 0° 00′ 01″ est   |                |                         |           | Église de la Toussaint de Bourréac                                 |
| Église de l’Assomption de Bours                                    | Bours                        |                                               | 43° 16′ 38″ nord, 0° 05′ 34″ est   |                |                         |           | Église de l’Assomption de Bours                                    |
| Église Saint-Barthélemy de Bramevaque                              | Bramevaque                   |                                               | 42° 58′ 41″ nord, 0° 34′ 26″ est   | « PA00095447 » | Inscrit MH              | 1989      | Église Saint-Barthélemy de Bramevaque                              |
| Église de l’Assomption de Bugard                                   | Bugard                       |                                               | 43° 15′ 25″ nord, 0° 18′ 50″ est   |                |                         |           | Église de l’Assomption de Bugard                                   |
| Église Saint-Blaise de Bulan                                       | Bulan                        |                                               | 43° 02′ 24″ nord, 0° 16′ 38″ est   |                |                         |           | Église Saint-Blaise de Bulan                                       |
| Église Saint-Martin de Bun                                         | Bun                          |                                               | 42° 58′ 32″ nord, 0° 09′ 26″ ouest |                |                         |           | Église Saint-Martin de Bun                                         |
| Église Saint-Laurent de Burg                                       | Burg                         |                                               | 43° 11′ 19″ nord, 0° 19′ 34″ est   |                |                         |           | Église Saint-Laurent de Burg                                       |
| Église Saint-Caprais de Buzon                                      | Buzon                        |                                               | 43° 26′ 25″ nord, 0° 08′ 34″ est   |                |                         |           | Église Saint-Caprais de Buzon                                      |
| Nom de l'église                                                    | Commune                      | Adresse                                       | Coordonnées                        | Notice         | Protection              | Année     | Illustration                                                       |
| C                                                                  |                              |                                               |                                    |                |                         |           |                                                                    |
| Église Saint-André de Cabanac                                      | Cabanac                      |                                               | 43° 16′ 15″ nord, 0° 13′ 53″ est   |                |                         |           | Église Saint-André de Cabanac                                      |
| Église Saint-Félix de Cadéac                                       | Cadéac                       |                                               | 42° 53′ 19″ nord, 0° 20′ 55″ est   |                |                         |           | Église Saint-Félix de Cadéac                                       |
| Église Saint-Missolin, Saint-Blaise de Trachère                    | Cadeilhan-Trachère           |                                               | 42° 48′ 49″ nord, 0° 18′ 49″ est   |                |                         |           | Église Saint-Missolin, Saint-Blaise de Trachère                    |
| Église de l'Assomption de Caixon                                   | Caixon                       |                                               | 43° 24′ 37″ nord, 0° 01′ 28″ est   |                |                         |           | Église de l'Assomption de Caixon                                   |
| Église Saint-Martin de Calavanté                                   | Calavanté                    |                                               | 43° 12′ 17″ nord, 0° 09′ 47″ est   |                |                         |           | Église Saint-Martin de Calavanté                                   |
| Église Sainte-Eulalie de Camalès                                   | Camalès                      |                                               | 43° 21′ 39″ nord, 0° 04′ 33″ est   |                |                         |           | Église Sainte-Eulalie de Camalès                                   |
| Église Saint-Jean-Baptiste de Campan                               | Campan                       |                                               | 43° 01′ 00″ nord, 0° 10′ 37″ est   | « PA00095357 » | Classé MH               | 1972      | Église Saint-Jean-Baptiste de Campan                               |
| Église Saint-Vincent-de-Paul de La Séoube                          | Campan                       |                                               | 42° 57′ 47″ nord, 0° 14′ 59″ est   |                |                         |           | Église Saint-Vincent-de-Paul de La Séoube                          |
| Église Notre-Dame-de-l’Assomption de Sainte-Marie de Campan        | Campan                       | Rue Maréchal Leclerc                          | 42° 59′ 05″ nord, 0° 13′ 38″ est   | « PA00095358 » | Inscrit MH              | 1989      | Église Notre-Dame-de-l’Assomption de Sainte-Marie de Campan        |
| Église Sainte-Luce, Saint-Vincent de Camparan                      | Camparan                     |                                               | 42° 50′ 18″ nord, 0° 21′ 15″ est   |                |                         |           | Église Sainte-Luce, Saint-Vincent de Camparan                      |
| Église Saint-Michel de Campistrous                                 | Campistrous                  |                                               | 43° 09′ 06″ nord, 0° 22′ 36″ est   |                |                         |           | Église Saint-Michel de Campistrous                                 |
| Église de l'Assomption de Campuzan                                 | Campuzan                     |                                               | 43° 16′ 12″ nord, 0° 25′ 43″ est   |                |                         |           | Église de l'Assomption de Campuzan                                 |
| Église de l'Assomption de Cantaous                                 | Cantaous                     |                                               | 43° 06′ 05″ nord, 0° 26′ 28″ est   |                |                         |           | Église de l'Assomption de Cantaous                                 |
| Église Sainte-Trinité de Capvern-les-Bains                         | Capvern                      |                                               | 43° 07′ 16″ nord, 0° 18′ 28″ est   | « PA65000010 » | Inscrit MH              | 2006      | Église Sainte-Trinité de Capvern-les-Bains                         |
| Église Saint-Pierre de Capvern                                     | Capvern                      | Chemin de la Fontaine                         | 43° 06′ 11″ nord, 0° 18′ 51″ est   |                |                         |           | Église Saint-Pierre de Capvern                                     |
| Église Saint-Jean-Baptiste de Castelbajac                          | Castelbajac                  |                                               | 43° 11′ 09″ nord, 0° 21′ 24″ est   |                |                         |           | Église Saint-Jean-Baptiste de Castelbajac                          |
| Église Saint-Cyr-et-Sainte-Julitte de Castelnau-Rivière-Basse      | Castelnau-Rivière-Basse      |                                               | 43° 34′ 49″ nord, 0° 01′ 34″ ouest | « PA00095363 » | Inscrit MH              | 1960      | Église Saint-Cyr-et-Sainte-Julitte de Castelnau-Rivière-Basse      |
| Église Saint-Jean-Baptiste de Mazères                              | Castelnau-Rivière-Basse      |                                               | 43° 34′ 50″ nord, 0° 00′ 35″ ouest | « PA00095364 » | Classé MH               | 1910      | Église Saint-Jean-Baptiste de Mazères                              |
| Église Saint-Michel de Castelvieilh                                | Castelvieilh                 |                                               | 43° 17′ 05″ nord, 0° 11′ 47″ est   |                |                         |           | Église Saint-Michel de Castelvieilh                                |
| Église Sainte-Marie de Castéra-Lou                                 | Castéra-Lou                  |                                               | 43° 19′ 30″ nord, 0° 08′ 45″ est   |                |                         |           | Église Sainte-Marie de Castéra-Lou                                 |
| Église Saint-Laurent de Castillon                                  | Castillon                    |                                               | 43° 05′ 21″ nord, 0° 12′ 54″ est   |                |                         |           | Église Saint-Laurent de Castillon                                  |
| Église Saint-François-d'Assise de Caubous                          | Caubous                      |                                               | 43° 14′ 48″ nord, 0° 28′ 46″ est   |                |                         |           | Église Saint-François-d'Assise de Caubous                          |
| Église Saint-Martin de Caussade-Rivière                            | Caussade-Rivière             |                                               | 43° 30′ 51″ nord, 0° 01′ 05″ est   |                |                         |           | Église Saint-Martin de Caussade-Rivière                            |
| Église Notre-Dame-de-l’Assomption de Cauterets                     | Cauterets                    |                                               | 42° 53′ 14″ nord, 0° 06′ 46″ ouest |                |                         |           | Église Notre-Dame-de-l’Assomption de Cauterets                     |
| Église Saint-Martin de Cazarilh                                    | Cazarilh                     |                                               | 42° 57′ 25″ nord, 0° 34′ 54″ est   |                |                         |           | Église Saint-Martin de Cazarilh                                    |
| Église Saint-Saturnin de Cazaux-Debat                              | Cazaux-Debat                 |                                               | 42° 53′ 17″ nord, 0° 23′ 08″ est   |                |                         |           | Église Saint-Saturnin de Cazaux-Debat                              |
| Église Saint-Calixte de Cazaux-Fréchet-Anéran-Camors               | Cazaux-Fréchet-Anéran-Camors |                                               | 42° 49′ 55″ nord, 0° 25′ 25″ est   | « PA00095368 » | Classé MH               | 1944      | Église Saint-Calixte de Cazaux-Fréchet-Anéran-Camors               |
| Église Notre-Dame d'Anéran                                         | Cazaux-Fréchet-Anéran-Camors |                                               | 42° 49′ 59″ nord, 0° 24′ 47″ est   |                |                         |           | Église Notre-Dame d'Anéran                                         |
| Église Saint-Jacques de Camors                                     | Cazaux-Fréchet-Anéran-Camors |                                               | 42° 49′ 37″ nord, 0° 24′ 53″ est   |                |                         |           | Église Saint-Jacques de Camors                                     |
| Église Saint-Martin de Chelle-Debat                                | Chelle-Debat                 | Place du Village                              | 43° 18′ 13″ nord, 0° 13′ 47″ est   |                |                         |           | Église Saint-Martin de Chelle-Debat                                |
| Église de l’Assomption de Chelle-Spou                              | Chelle-Spou                  |                                               | 43° 08′ 07″ nord, 0° 14′ 33″ est   |                |                         |           | Église de l’Assomption de Chelle-Spou                              |
| Église Saint-Celse de Cheust                                       | Cheust                       |                                               | 43° 03′ 02″ nord, 0° 00′ 53″ est   |                |                         |           | Église Saint-Celse de Cheust                                       |
| Église Saint-Barthélemy de Chèze                                   | Chèze                        |                                               | 42° 54′ 27″ nord, 0° 01′ 53″ ouest |                |                         |           | Église Saint-Barthélemy de Chèze                                   |
| Église Notre-Dame-de-l’Assomption de Chis                          | Chis                         |                                               | 43° 17′ 39″ nord, 0° 07′ 17″ est   |                |                         |           | Église Notre-Dame-de-l’Assomption de Chis                          |
| Église Saint-Barthélémy de Cieutat                                 | Cieutat                      |                                               | 43° 07′ 19″ nord, 0° 12′ 51″ est   |                |                         |           | Église Saint-Barthélémy de Cieutat                                 |
| Église Saint-Germé de Cizos                                        | Cizos                        |                                               | 43° 15′ 37″ nord, 0° 29′ 07″ est   |                |                         |           | Église Saint-Germé de Cizos                                        |
| Église Saint-Saturnin de Clarac                                    | Clarac                       |                                               | 43° 13′ 29″ nord, 0° 14′ 38″ est   |                |                         |           | Église Saint-Saturnin de Clarac                                    |
| Église Saint-André de Clarens                                      | Clarens                      |                                               | 43° 09′ 48″ nord, 0° 24′ 54″ est   |                |                         |           | Église Saint-André de Clarens                                      |
| Église Saint-Laurent de Collongues                                 | Collongues                   | Chemin des Espiades                           | 43° 17′ 15″ nord, 0° 09′ 50″ est   |                |                         |           | Église Saint-Laurent de Collongues                                 |
| Église de l’Assomption de Coussan                                  | Coussan                      |                                               | 43° 14′ 40″ nord, 0° 12′ 04″ est   |                |                         |           | Église de l’Assomption de Coussan                                  |
| Église Saint-Christophe de Créchets                                | Créchets                     |                                               | 43° 00′ 12″ nord, 0° 34′ 34″ est   |                |                         |           | Église Saint-Christophe de Créchets                                |
| D                                                                  |                              |                                               |                                    |                |                         |           |                                                                    |
| Église Saint-Martin de Devèze                                      | Devèze                       |                                               | 43° 16′ 16″ nord, 0° 32′ 50″ est   |                |                         |           | Église Saint-Martin de Devèze                                      |
| Église de l'Invention-de-Saint-Étienne de Dours                    | Dours                        |                                               | 43° 17′ 48″ nord, 0° 08′ 18″ est   |                |                         |           | Église de l'Invention-de-Saint-Étienne de Dours                    |
| Nom de l'église                                                    | Commune                      | Adresse                                       | Coordonnées                        | Notice         | Protection              | Année     | Illustration                                                       |
| E                                                                  |                              |                                               |                                    |                |                         |           |                                                                    |
| Église de l'Invention-de-Saint-Étienne d'Ens                       | Ens                          |                                               | 42° 48′ 25″ nord, 0° 20′ 30″ est   |                |                         |           | Église de l'Invention-de-Saint-Étienne d'Ens                       |
| Église Notre-Dame de l'Assomption d'Esbareich                      | Esbareich                    |                                               | 42° 56′ 41″ nord, 0° 33′ 40″ est   |                |                         |           | Église Notre-Dame de l'Assomption d'Esbareich                      |
| Église Notre-Dame-de-l'Assomption d'Escala                         | Escala                       |                                               | 43° 04′ 59″ nord, 0° 24′ 14″ est   |                |                         |           | Église Notre-Dame-de-l'Assomption d'Escala                         |
| Église Saint-Étienne d'Escaunets                                   | Escaunets                    |                                               | 43° 20′ 50″ nord, 0° 04′ 54″ ouest |                |                         |           | Église Saint-Étienne d'Escaunets                                   |
| Église Saint-Jean-Baptiste d'Escondeaux                            | Escondeaux                   |                                               | 43° 20′ 22″ nord, 0° 07′ 52″ est   |                |                         |           | Église Saint-Jean-Baptiste d'Escondeaux                            |
| Église Saint-Jacques d'Esconnets                                   | Esconnets                    |                                               | 43° 04′ 08″ nord, 0° 13′ 46″ est   |                |                         |           | Église Saint-Jacques d'Esconnets                                   |
| Église Saint-Pierre-aux-Liens d'Escots                             | Escots                       |                                               | 43° 03′ 35″ nord, 0° 15′ 28″ est   |                |                         |           | Église Saint-Pierre-aux-Liens d'Escots                             |
| Église Saint-Jean-Baptiste d'Escoubès                              | Escoubès-Pouts               |                                               | 43° 06′ 24″ nord, 0° 01′ 51″ est   |                |                         |           | Église Saint-Jean-Baptiste d'Escoubès                              |
| Église Saint-Pierre de Pouts                                       | Escoubès-Pouts               |                                               | 43° 06′ 20″ nord, 0° 01′ 18″ est   |                |                         |           | Église Saint-Pierre de Pouts                                       |
| Église de l’Assomption d'Esparros                                  | Esparros                     |                                               | 43° 01′ 54″ nord, 0° 19′ 17″ est   |                |                         |           | Église de l’Assomption d'Esparros                                  |
| Église Saint-André d'Espèche                                       | Espèche                      |                                               | 43° 03′ 33″ nord, 0° 17′ 44″ est   |                |                         |           | Église Saint-André d'Espèche                                       |
| Église Saint-Martin d'Espieilh                                     | Espieilh                     |                                               | 43° 04′ 35″ nord, 0° 14′ 36″ est   |                |                         |           | Église Saint-Martin d'Espieilh                                     |
| Église Saint-Nicolas d'Esquièze                                    | Esquièze-Sère                |                                               | 42° 52′ 39″ nord, 0° 00′ 13″ ouest | « PA00095370 » | Inscrit MH              | 1979      | Église Saint-Nicolas d'Esquièze                                    |
| Église Saint-Jean-Baptiste de Sère                                 | Esquièze-Sère                |                                               | 42° 52′ 44″ nord, 0° 00′ 25″ ouest | « PA00095371 » | Classé MH               | 1914      | Église Saint-Jean-Baptiste de Sère                                 |
| Église Saint-Jean-Baptiste d'Estaing                               | Estaing                      |                                               | 42° 56′ 42″ nord, 0° 10′ 36″ ouest |                |                         |           | Église Saint-Jean-Baptiste d'Estaing                               |
| Église Saint-Pierre d'Estampures                                   | Estampures                   |                                               | 43° 22′ 21″ nord, 0° 17′ 02″ est   |                |                         |           | Église Saint-Pierre d'Estampures                                   |
| Église Saint-Pierre d'Estarvielle                                  | Estarvielle                  |                                               | 42° 49′ 13″ nord, 0° 24′ 54″ est   |                |                         |           | Église Saint-Pierre d'Estarvielle                                  |
| Église Saint-Michel d'Estensan                                     | Estensan                     |                                               | 42° 49′ 07″ nord, 0° 20′ 37″ est   |                |                         |           | Église Saint-Michel d'Estensan                                     |
| Église Saint-Étienne d'Esterre                                     | Esterre                      |                                               | 42° 52′ 28″ nord, 0° 00′ 26″ est   |                |                         |           | Église Saint-Étienne d'Esterre                                     |
| Église Saint-Jean-Baptiste d'Estirac                               | Estirac                      |                                               | 43° 29′ 56″ nord, 0° 01′ 54″ est   |                |                         |           | Église Saint-Jean-Baptiste d'Estirac                               |
| Nom de l'église                                                    | Commune                      | Adresse                                       | Coordonnées                        | Notice         | Protection              | Année     | Illustration                                                       |
| F                                                                  |                              |                                               |                                    |                |                         |           |                                                                    |
| Église Saint-Michel de Ferrère                                     | Ferrère                      |                                               | 42° 57′ 13″ nord, 0° 32′ 13″ est   |                |                         |           | Église Saint-Michel de Ferrère                                     |
| Église Saint-Pierre-et-Saint-Paul de Ferrières                     | Ferrières                    |                                               | 43° 00′ 37″ nord, 0° 15′ 50″ ouest |                |                         |           | Église Saint-Pierre-et-Saint-Paul de Ferrières                     |
| Église Martyre-de-Saint-Jean-Baptiste de Fontrailles               | Fontrailles                  |                                               | 43° 20′ 38″ nord, 0° 21′ 18″ est   |                |                         |           | Église Martyre-de-Saint-Jean-Baptiste de Fontrailles               |
| Église Saint-Michel de Fréchède                                    | Fréchède                     |                                               | 43° 22′ 08″ nord, 0° 15′ 24″ est   |                |                         |           | Église Saint-Michel de Fréchède                                    |
| Église Saint-Pierre de Fréchendets                                 | Fréchendets                  |                                               | 43° 03′ 46″ nord, 0° 14′ 22″ est   |                |                         |           | Église Saint-Pierre de Fréchendets                                 |
| Église Saint-Saturnin de Fréchet-Aure                              | Fréchet-Aure                 |                                               | 42° 55′ 54″ nord, 0° 22′ 18″ est   |                |                         |           | Église Saint-Saturnin de Fréchet-Aure                              |
| Église Saint-Jean-l'Évangéliste de Fréchou-Fréchet                 | Fréchou-Fréchet              |                                               | 43° 10′ 28″ nord, 0° 09′ 34″ est   |                |                         |           | Église Saint-Jean-l'Évangéliste de Fréchou-Fréchet                 |
| Nom de l'église                                                    | Commune                      | Adresse                                       | Coordonnées                        | Notice         | Protection              | Année     | Illustration                                                       |
| G                                                                  |                              |                                               |                                    |                |                         |           |                                                                    |
| Église Saint-Martin de Gaillagos                                   | Gaillagos                    |                                               | 42° 58′ 56″ nord, 0° 10′ 36″ ouest |                |                         |           | Église Saint-Martin de Gaillagos                                   |
| Église Saint-Julien de Galan                                       | Galan                        | Allée du Prieuré                              | 43° 13′ 20″ nord, 0° 24′ 26″ est   | « PA00095372 » | Inscrit MH              | 1944      | Église Saint-Julien de Galan                                       |
| Église Saint-Martin de Galez                                       | Galez                        |                                               | 43° 11′ 20″ nord, 0° 24′ 24″ est   |                |                         |           | Église Saint-Martin de Galez                                       |
| Église Saint-Julien de Gardères                                    | Gardères                     |                                               | 43° 16′ 47″ nord, 0° 06′ 41″ ouest |                |                         |           | Église Saint-Julien de Gardères                                    |
| Église Notre-Dame-de-l'Assomption de Gaudent                       | Gaudent                      |                                               | 42° 59′ 36″ nord, 0° 34′ 03″ est   |                |                         |           | Église Notre-Dame-de-l'Assomption de Gaudent                       |
| Église Saint-Pierre de Gaussan                                     | Gaussan                      |                                               | 43° 13′ 46″ nord, 0° 29′ 21″ est   |                |                         |           | Église Saint-Pierre de Gaussan                                     |
| Église Notre-Dame-du-Bon-Port de Gavarnie                          | Gavarnie-Gèdre               |                                               | 42° 43′ 57″ nord, 0° 00′ 38″ ouest | « PA65000005 » | Inscrit MH              | 1998      | Église Notre-Dame-du-Bon-Port de Gavarnie                          |
| Église Saint-Mathieu de Gèdre                                      | Gavarnie-Gèdre               |                                               | 42° 47′ 09″ nord, 0° 01′ 14″ est   |                |                         |           | Église Saint-Mathieu de Gèdre                                      |
| Église Saint-Jean-Baptiste de Gayan                                | Gayan                        |                                               | 43° 18′ 27″ nord, 0° 02′ 30″ est   |                |                         |           | Église Saint-Jean-Baptiste de Gayan                                |
| Église Saint-Barthélemy de Gazave                                  | Gazave                       |                                               | 43° 02′ 13″ nord, 0° 25′ 01″ est   |                |                         |           | Église Saint-Barthélemy de Gazave                                  |
| Église Saint-Jean-Baptiste de Gazost                               | Gazost                       |                                               | 43° 01′ 53″ nord, 0° 00′ 26″ est   |                |                         |           | Église Saint-Jean-Baptiste de Gazost                               |
| Église Saint-Michel de Gembrie                                     | Gembrie                      |                                               | 42° 59′ 24″ nord, 0° 34′ 31″ est   |                |                         |           | Église Saint-Michel de Gembrie                                     |
| Église Saint-Étienne de Générest                                   | Générest                     |                                               | 43° 01′ 58″ nord, 0° 31′ 36″ est   |                |                         |           | Église Saint-Étienne de Générest                                   |
| Église Saint-Vincent de Génos                                      | Génos                        |                                               | 42° 48′ 39″ nord, 0° 24′ 15″ est   |                |                         |           | Église Saint-Vincent de Génos                                      |
| Église de l’Assomption de Gensac                                   | Gensac                       |                                               | 43° 25′ 53″ nord, 0° 05′ 05″ est   |                |                         |           | Église de l’Assomption de Gensac                                   |
| Église Saint-Gilles de Ger                                         | Ger                          |                                               | 43° 03′ 15″ nord, 0° 02′ 26″ ouest |                |                         |           | Église Saint-Gilles de Ger                                         |
| Église Saint-Julien de Gerde                                       | Gerde                        |                                               | 43° 03′ 17″ nord, 0° 10′ 07″ est   |                |                         |           | Église Saint-Julien de Gerde                                       |
| Église de l'Invention-de-Saint-Étienne de Germ                     | Germ                         |                                               | 42° 47′ 34″ nord, 0° 25′ 29″ est   |                |                         |           | Église de l'Invention-de-Saint-Étienne de Germ                     |
| Église Saint-Jacques de Germs-sur-l'Oussouet                       | Germs-sur-l'Oussouet         |                                               | 43° 03′ 04″ nord, 0° 03′ 23″ est   |                |                         |           | Église Saint-Jacques de Germs-sur-l'Oussouet                       |
| Église Saint-Martin de Geu                                         | Geu                          |                                               | 43° 02′ 28″ nord, 0° 03′ 03″ ouest | « PA00095375 » | Inscrit MH              | 1942      | Église Saint-Martin de Geu                                         |
| Église Saint-Germé de Gez                                          | Gez                          |                                               | 43° 00′ 43″ nord, 0° 06′ 36″ ouest |                |                         |           | Église Saint-Germé de Gez                                          |
| Église Saint-Louis de Gez-ez-Angles                                | Gez-ez-Angles                |                                               | 43° 05′ 24″ nord, 0° 01′ 25″ est   |                |                         |           | Église Saint-Louis de Gez-ez-Angles                                |
| Église Saint-Pierre de Gonez                                       | Gonez                        |                                               | 43° 13′ 58″ nord, 0° 12′ 51″ est   |                |                         |           | Église Saint-Pierre de Gonez                                       |
| Église Notre-Dame de Gouaux                                        | Gouaux                       |                                               | 42° 51′ 52″ nord, 0° 21′ 43″ est   |                |                         |           | Église Notre-Dame de Gouaux                                        |
| Église Saint-Martin de Goudon                                      | Goudon                       |                                               | 43° 14′ 41″ nord, 0° 13′ 59″ est   |                |                         |           | Église Saint-Martin de Goudon                                      |
| Église de l’Assomption de Gourgue                                  | Gourgue                      |                                               | 43° 08′ 09″ nord, 0° 15′ 53″ est   |                |                         |           | Église de l’Assomption de Gourgue                                  |
| Église Saint-Martin de Grailhen                                    | Grailhen                     |                                               | 42° 50′ 49″ nord, 0° 21′ 39″ est   | « PA00095376 » | Inscrit MH              | 1979      | Église Saint-Martin de Grailhen                                    |
| Église Saint-Just-et-Saint-Pasteur de Grézian                      | Grézian                      |                                               | 42° 52′ 14″ nord, 0° 21′ 06″ est   |                |                         |           | Église Saint-Just-et-Saint-Pasteur de Grézian                      |
| Église Saint-Martin de Grust                                       | Grust                        |                                               | 42° 53′ 19″ nord, 0° 01′ 52″ ouest |                |                         |           | Église Saint-Martin de Grust                                       |
| Église Saint-Marcel de Guchan                                      | Guchan                       |                                               | 42° 50′ 54″ nord, 0° 20′ 54″ est   |                |                         |           | Église Saint-Marcel de Guchan                                      |
| Église Sainte-Catherine de Guchen                                  | Guchen                       |                                               | 42° 51′ 47″ nord, 0° 20′ 19″ est   | « PA00095377 » | Inscrit MH              | 1989      | Église Sainte-Catherine de Guchen                                  |
| Église Saint-Christophe de Guizerix                                | Guizerix                     |                                               | 43° 19′ 27″ nord, 0° 26′ 54″ est   |                |                         |           | Église Saint-Christophe de Guizerix                                |
| Nom de l'église                                                    | Commune                      | Adresse                                       | Coordonnées                        | Notice         | Protection              | Année     | Illustration                                                       |
| H                                                                  |                              |                                               |                                    |                |                         |           |                                                                    |
| Église Saint-Pierre de Hachan                                      | Hachan                       |                                               | 43° 17′ 07″ nord, 0° 27′ 24″ est   |                |                         |           | Église Saint-Pierre de Hachan                                      |
| Église Saint-Michel de Hagedet                                     | Hagedet                      |                                               | 43° 31′ 01″ nord, 0° 01′ 59″ ouest |                |                         |           | Église Saint-Michel de Hagedet                                     |
| Église Sainte-Bernadette de Hauban                                 | Hauban                       |                                               | 43° 05′ 41″ nord, 0° 09′ 46″ est   |                |                         |           | Église Sainte-Bernadette de Hauban                                 |
| Église Saint-Vincent de Hautaget                                   | Hautaget                     |                                               | 43° 03′ 20″ nord, 0° 27′ 27″ est   |                |                         |           | Église Saint-Vincent de Hautaget                                   |
| Église Saint-Pierre de Hèches                                      | Hèches                       |                                               | 43° 01′ 06″ nord, 0° 22′ 22″ est   |                |                         |           | Église Saint-Pierre de Hèches                                      |
| Église Saint-Pierre de Héchettes                                   | Hèches                       |                                               | 43° 01′ 08″ nord, 0° 22′ 42″ est   |                |                         |           | Église Saint-Pierre de Héchettes                                   |
| Église Saint-Ebons de Rebouc                                       | Hèches                       |                                               | 42° 59′ 46″ nord, 0° 22′ 20″ est   |                |                         |           | Église Saint-Ebons de Rebouc                                       |
| Église Saint-Jean-Baptiste de Hères                                | Hères                        |                                               | 43° 33′ 13″ nord, 0° 00′ 01″ ouest |                |                         |           | Église Saint-Jean-Baptiste de Hères                                |
| Église Saint-Étienne de Hibarette                                  | Hibarette                    |                                               | 43° 09′ 50″ nord, 0° 02′ 04″ est   |                |                         |           | Église Saint-Étienne de Hibarette                                  |
| Église Saint-Roch de Hiis                                          | Hiis                         |                                               | 43° 08′ 10″ nord, 0° 06′ 19″ est   |                |                         |           | Église Saint-Roch de Hiis                                          |
| Église Saint-Martin de Hitte                                       | Hitte                        |                                               | 43° 08′ 55″ nord, 0° 09′ 59″ est   |                |                         |           | Église Saint-Martin de Hitte                                       |
| Église Saint-Mauront de Horgues                                    | Horgues                      |                                               | 43° 11′ 22″ nord, 0° 05′ 23″ est   |                |                         |           | Église Saint-Mauront de Horgues                                    |
| Église de la Nativité-de-la-Sainte-Vierge de Houeydets             | Houeydets                    |                                               | 43° 09′ 44″ nord, 0° 21′ 09″ est   |                |                         |           | Église de la Nativité-de-la-Sainte-Vierge de Houeydets             |
| Église Saint-Jean-l'Évangéliste de Hourc                           | Hourc                        | Place de l'Église                             | 43° 14′ 58″ nord, 0° 10′ 13″ est   |                |                         |           | Église Saint-Jean-l'Évangéliste de Hourc                           |
| Nom de l'église                                                    | Commune                      | Adresse                                       | Coordonnées                        | Notice         | Protection              | Année     | Illustration                                                       |
| I                                                                  |                              |                                               |                                    |                |                         |           |                                                                    |
| Église Notre-Dame-de-l'Assomption d'Ilhet                          | Ilhet                        |                                               | 42° 57′ 53″ nord, 0° 23′ 00″ est   |                |                         |           | Église Notre-Dame-de-l'Assomption d'Ilhet                          |
| Église Saints-Cyr-et-Juliette d'Ilheu                              | Ilheu                        |                                               | 42° 59′ 52″ nord, 0° 35′ 46″ est   |                |                         |           | Église Saints-Cyr-et-Juliette d'Ilheu                              |
| Église Saint-Laurent d'Izaourt                                     | Izaourt                      |                                               | 43° 00′ 57″ nord, 0° 35′ 58″ est   |                |                         |           | Église Saint-Laurent d'Izaourt                                     |
| Église Saint-Lizier d'Izaux                                        | Izaux                        |                                               | 43° 03′ 43″ nord, 0° 22′ 34″ est   |                |                         |           | Église Saint-Lizier d'Izaux                                        |
| J                                                                  |                              |                                               |                                    |                |                         |           |                                                                    |
| Église de l’Assomption de Jacque                                   | Jacque                       |                                               | 43° 19′ 09″ nord, 0° 12′ 53″ est   |                |                         |           | Église de l’Assomption de Jacque                                   |
| Église Saint-Martin de Jarret                                      | Jarret                       |                                               | 43° 04′ 53″ nord, 0° 00′ 45″ ouest |                |                         |           | Église Saint-Martin de Jarret                                      |
| Église Saint-Roch d'Ayné                                           | Jarret                       |                                               | 43° 04′ 27″ nord, 0° 00′ 37″ ouest |                |                         |           | Église Saint-Roch d'Ayné                                           |
| Église Saint-Jean-Baptiste de Lousourm                             | Jarret                       |                                               | 43° 04′ 34″ nord, 0° 01′ 17″ ouest |                |                         |           | Église Saint-Jean-Baptiste de Lousourm                             |
| Église Saint-Laurent de Jézeau                                     | Jézeau                       |                                               | 42° 54′ 05″ nord, 0° 22′ 51″ est   | « PA00095381 » | Classé MH               | 1971      | Église Saint-Laurent de Jézeau                                     |
| Église Saint-Pierre de Juillan                                     | Juillan                      | Rue Saint-Pierre                              | 43° 12′ 02″ nord, 0° 01′ 21″ est   |                |                         |           | Église Saint-Pierre de Juillan                                     |
| Église Saint-Pierre de Julos                                       | Julos                        |                                               | 43° 07′ 19″ nord, 0° 00′ 19″ est   | « PA00095382 » | Inscrit MH              | 1979      | Église Saint-Pierre de Julos                                       |
| Église Notre-Dame-de-l'Assomption de Juncalas                      | Juncalas                     |                                               | 43° 03′ 14″ nord, 0° 00′ 08″ est   |                |                         |           | Église Notre-Dame-de-l'Assomption de Juncalas                      |
| Nom de l'église                                                    | Commune                      | Adresse                                       | Coordonnées                        | Notice         | Protection              | Année     | Illustration                                                       |
| L                                                                  |                              |                                               |                                    |                |                         |           |                                                                    |
| Église Saint-Martin de Labassère                                   | Labassère                    |                                               | 43° 03′ 33″ nord, 0° 05′ 45″ est   |                |                         |           | Église Saint-Martin de Labassère                                   |
| Église Saint-Vincent de Labastide                                  | Labastide                    |                                               | 43° 02′ 05″ nord, 0° 21′ 14″ est   |                |                         |           | Église Saint-Vincent de Labastide                                  |
| Église de l'Assomption de Labatut-Rivière                          | Labatut-Rivière              |                                               | 43° 31′ 26″ nord, 0° 01′ 53″ est   |                |                         |           | Église de l'Assomption de Labatut-Rivière                          |
| Église Saint-Martin de Laborde                                     | Laborde                      |                                               | 43° 02′ 01″ nord, 0° 17′ 41″ est   |                |                         |           | Église Saint-Martin de Laborde                                     |
| Église de Laborde                                                  | Laborde                      |                                               | 43° 02′ 01″ nord, 0° 17′ 41″ est   |                |                         |           | Église de Laborde                                                  |
| Église Saint-Pierre-et-Saint-Paul de Lacassagne                    | Lacassagne                   |                                               | 43° 21′ 19″ nord, 0° 08′ 57″ est   |                |                         |           | Église Saint-Pierre-et-Saint-Paul de Lacassagne                    |
| Église de l'Assomption de Lafitole                                 | Lafitole                     | Place du Souvenir                             | 43° 26′ 36″ nord, 0° 04′ 19″ est   |                |                         |           | Église de l'Assomption de Lafitole                                 |
| Église de la Nativité-de-la-Sainte-Vierge de Lagarde               | Lagarde                      |                                               | 43° 18′ 24″ nord, 0° 02′ 03″ est   |                |                         |           | Église de la Nativité-de-la-Sainte-Vierge de Lagarde               |
| Église de la Présentation-de-la-Sainte-Vierge de Lagrange          | Lagrange                     |                                               | 43° 07′ 38″ nord, 0° 21′ 02″ est   |                |                         |           | Église de la Présentation-de-la-Sainte-Vierge de Lagrange          |
| Église Saint-Pierre de Lahitte-Toupière                            | Lahitte-Toupière             |                                               | 43° 27′ 21″ nord, 0° 00′ 53″ ouest |                |                         |           | Église Saint-Pierre de Lahitte-Toupière                            |
| Église de l'Assomption de Lalanne                                  | Lalanne                      |                                               | 43° 16′ 04″ nord, 0° 34′ 42″ est   |                |                         |           | Église de l'Assomption de Lalanne                                  |
| Église Saint-Pierre de Lalanne-Trie                                | Lalanne-Trie                 |                                               | 43° 18′ 39″ nord, 0° 20′ 23″ est   |                |                         |           | Église Saint-Pierre de Lalanne-Trie                                |
| Église de l'Invention-de-Saint-Étienne de Laloubère                | Laloubère                    |                                               | 43° 12′ 21″ nord, 0° 04′ 20″ est   |                |                         |           | Église de l'Invention-de-Saint-Étienne de Laloubère                |
| Église Saint-Pierre de Lamarque-Pontacq                            | Lamarque-Pontacq             |                                               | 43° 10′ 42″ nord, 0° 06′ 53″ ouest |                |                         |           | Église Saint-Pierre de Lamarque-Pontacq                            |
| Église Saint-Pierre de Lamarque-Rustaing                           | Lamarque-Rustaing            |                                               | 43° 16′ 34″ nord, 0° 17′ 45″ est   |                |                         |           | Église Saint-Pierre de Lamarque-Rustaing                           |
| Église Saint-Germé de Laméac                                       | Laméac                       |                                               | 43° 19′ 59″ nord, 0° 13′ 31″ est   |                |                         |           | Église Saint-Germé de Laméac                                       |
| Église Sainte-Eulalie de Lançon                                    | Lançon                       |                                               | 42° 53′ 05″ nord, 0° 22′ 03″ est   | « PA00095385 » | Inscrit MH              | 1979      | Église Sainte-Eulalie de Lançon                                    |
| Église Saint-Pierre de Lanespède                                   | Lanespède                    |                                               | 43° 09′ 58″ nord, 0° 15′ 59″ est   |                |                         |           | Église Saint-Pierre de Lanespède                                   |
| Église Saint-Blaise de Lanne                                       | Lanne                        |                                               | 43° 09′ 56″ nord, 0° 00′ 56″ est   |                |                         |           | Église Saint-Blaise de Lanne                                       |
| Église Saint-Jean-Baptiste de Lannemezan                           | Lannemezan                   | Rue de Strasbourg                             | 43° 07′ 38″ nord, 0° 23′ 06″ est   | « PA00095387 » | Inscrit MH              | 1945      | Église Saint-Jean-Baptiste de Lannemezan                           |
| Église Saint-André de Lansac                                       | Lansac                       |                                               | 43° 13′ 18″ nord, 0° 09′ 39″ est   |                |                         |           | Église Saint-André de Lansac                                       |
| Église Saint-Laurent de Lapeyre                                    | Lapeyre                      |                                               | 43° 19′ 25″ nord, 0° 20′ 21″ est   |                |                         |           | Église Saint-Laurent de Lapeyre                                    |
| Église Saint-Michel de Laran                                       | Laran                        |                                               | 43° 14′ 10″ nord, 0° 28′ 58″ est   |                |                         |           | Église Saint-Michel de Laran                                       |
| Église de l'Assomption de Larroque                                 | Larroque                     |                                               | 43° 18′ 32″ nord, 0° 29′ 21″ est   |                |                         |           | Église de l'Assomption de Larroque                                 |
| Église Saint-Jean-Baptiste de Lascazères                           | Lascazères                   |                                               | 43° 30′ 26″ nord, 0° 01′ 31″ ouest |                |                         |           | Église Saint-Jean-Baptiste de Lascazères                           |
| Église Sainte-Foi de Laslades                                      | Laslades                     |                                               | 43° 13′ 47″ nord, 0° 10′ 08″ est   |                |                         |           | Église Sainte-Foi de Laslades                                      |
| Église Saint-Laurent de Lassales                                   | Lassales                     |                                               | 43° 12′ 47″ nord, 0° 29′ 21″ est   |                |                         |           | Église Saint-Laurent de Lassales                                   |
| Église de l'Assomption de Lau                                      | Lau-Balagnas                 |                                               | 42° 59′ 48″ nord, 0° 05′ 33″ ouest |                |                         |           | Église de l'Assomption de Lau                                      |
| Église Saint-Laurent de Balagnas                                   | Lau-Balagnas                 |                                               | 42° 59′ 08″ nord, 0° 05′ 24″ ouest |                |                         |           | Église Saint-Laurent de Balagnas                                   |
| Église Saint-Laurent de Layrisse                                   | Layrisse                     |                                               | 43° 08′ 27″ nord, 0° 02′ 17″ est   |                |                         |           | Église Saint-Laurent de Layrisse                                   |
| Église Martyre-de-Saint-Jean-Baptiste de Lescurry                  | Lescurry                     |                                               | 43° 20′ 10″ nord, 0° 09′ 21″ est   |                |                         |           | Église Martyre-de-Saint-Jean-Baptiste de Lescurry                  |
| Église Saint-Jean-Baptiste de Lespouey                             | Lespouey                     |                                               | 43° 12′ 35″ nord, 0° 09′ 43″ est   |                |                         |           | Église Saint-Jean-Baptiste de Lespouey                             |
| Église de la Toussaint de Lézignan                                 | Lézignan                     |                                               | 43° 05′ 56″ nord, 0° 00′ 15″ ouest |                |                         |           | Église de la Toussaint de Lézignan                                 |
| Église Saint-Pierre de Lhez                                        | Lhez                         |                                               | 43° 12′ 21″ nord, 0° 11′ 59″ est   |                |                         |           | Église Saint-Pierre de Lhez                                        |
| Église Saint-Pierre de Liac                                        | Liac                         |                                               | 43° 24′ 49″ nord, 0° 05′ 57″ est   |                |                         |           | Église Saint-Pierre de Liac                                        |
| Église Saint-Martin de Libaros                                     | Libaros                      |                                               | 43° 15′ 13″ nord, 0° 23′ 31″ est   |                |                         |           | Église Saint-Martin de Libaros                                     |
| Église de l'Assomption de Lies                                     | Lies                         |                                               | 43° 03′ 55″ nord, 0° 12′ 35″ est   |                |                         |           | Église de l'Assomption de Lies                                     |
| Église Saint-Michel de Lizos                                       | Lizos                        |                                               | 43° 15′ 52″ nord, 0° 08′ 44″ est   |                |                         |           | Église Saint-Michel de Lizos                                       |
| Église Saint-Médard de Lombrès                                     | Lombrès                      |                                               | 43° 03′ 26″ nord, 0° 30′ 31″ est   |                |                         |           | Église Saint-Médard de Lombrès                                     |
| Église Saint-Pierre de Lomné                                       | Lomné                        |                                               | 43° 02′ 41″ nord, 0° 17′ 46″ est   |                |                         |           | Église Saint-Pierre de Lomné                                       |
| Église Saint-Blaise de Lortet                                      | Lortet                       |                                               | 43° 02′ 36″ nord, 0° 22′ 46″ est   |                |                         |           | Église Saint-Blaise de Lortet                                      |
| Église Saint-Saturnin de Loubajac                                  | Loubajac                     | Route de Bartrès                              | 43° 08′ 02″ nord, 0° 04′ 50″ ouest | « PA00095389 » | Inscrit MH · Classé MH  | 1986 1994 | Église Saint-Saturnin de Loubajac                                  |
| Église Saint-Martin de Loucrup                                     | Loucrup                      |                                               | 43° 07′ 12″ nord, 0° 04′ 16″ est   |                |                         |           | Église Saint-Martin de Loucrup                                     |
| Église Saint-Just-et-Saint-Pasteur de Loudenvielle                 | Loudenvielle                 |                                               | 42° 47′ 43″ nord, 0° 24′ 45″ est   |                |                         |           | Église Saint-Just-et-Saint-Pasteur de Loudenvielle                 |
| Église Saint-Félix d'Armenteule                                    | Loudenvielle                 |                                               | 42° 48′ 59″ nord, 0° 24′ 47″ est   | « PA00132681 » | Inscrit MH              | 1994      | Église Saint-Félix d'Armenteule                                    |
| Église Saint-Martin d'Aranvielle                                   | Loudenvielle                 |                                               | 42° 48′ 20″ nord, 0° 24′ 41″ est   |                |                         |           | Église Saint-Martin d'Aranvielle                                   |
| Église Sainte-Marie-Madeleine de Loudervielle                      | Loudervielle                 |                                               | 42° 48′ 32″ nord, 0° 25′ 16″ est   |                |                         |           | Église Sainte-Marie-Madeleine de Loudervielle                      |
| Église Saint-Saturnin de Louey                                     | Louey                        |                                               | 43° 10′ 30″ nord, 0° 01′ 10″ est   |                |                         |           | Église Saint-Saturnin de Louey                                     |
| Église de l’Assomption de Louit                                    | Louit                        |                                               | 43° 18′ 08″ nord, 0° 09′ 22″ est   |                |                         |           | Église de l’Assomption de Louit                                    |
| Église Saint-Jean-Baptiste de Lourdes                              | Lourdes                      | Av. Jean Prat (Rte de Pau)                    | 43° 06′ 21″ nord, 0° 03′ 43″ ouest |                |                         |           | Image manquante Téléverser                                         |
| Église paroissiale du Sacré-Cœur de Lourdes                        | Lourdes                      | Rue de l'Église                               | 43° 05′ 47″ nord, 0° 02′ 41″ ouest |                |                         |           | Église paroissiale du Sacré-Cœur de Lourdes                        |
| Église catholique ukrainienne de Lourdes                           | Lourdes                      | Av. Antoine Béguère Rue de l'Ukraine          | 43° 06′ 01″ nord, 0° 03′ 13″ ouest |                |                         |           | Église catholique ukrainienne de Lourdes                           |
| Église Sainte-Bernadette de Lourdes                                | Lourdes                      |                                               | 43° 05′ 56″ nord, 0° 03′ 30″ ouest |                |                         |           | Église Sainte-Bernadette de Lourdes                                |
| Église Sainte-Bernadette d'Anclades                                | Lourdes                      | Rue Haout-Mounta                              | 43° 05′ 34″ nord, 0° 01′ 25″ ouest |                |                         |           | Église Sainte-Bernadette d'Anclades                                |
| Église Saint-Martin de Saux                                        | Lourdes                      |                                               | 43° 07′ 28″ nord, 0° 01′ 50″ ouest |                |                         |           | Église Saint-Martin de Saux                                        |
| Église Saint-Roch de Loures-Barousse                               | Loures-Barousse              |                                               | 43° 01′ 29″ nord, 0° 36′ 16″ est   |                |                         |           | Église Saint-Roch de Loures-Barousse                               |
| Église Saint-Luc de Lubret-Saint-Luc                               | Lubret-Saint-Luc             |                                               | 43° 18′ 52″ nord, 0° 18′ 06″ est   |                |                         |           | Église Saint-Luc de Lubret-Saint-Luc                               |
| Église Martyre-de-Saint-Jean-Baptiste de Luby                      | Luby-Betmont                 |                                               | 43° 17′ 44″ nord, 0° 17′ 35″ est   |                |                         |           | Église Martyre-de-Saint-Jean-Baptiste de Luby                      |
| Église Saint-Jean-l'Évangéliste de Luc                             | Luc                          |                                               | 43° 09′ 23″ nord, 0° 10′ 41″ est   | « PA00095391 » | Inscrit MH              | 1979      | Église Saint-Jean-l'Évangéliste de Luc                             |
| Église Saint-Saturnin de Lugagnan                                  | Lugagnan                     |                                               | 43° 03′ 40″ nord, 0° 02′ 18″ ouest |                |                         |           | Église Saint-Saturnin de Lugagnan                                  |
| Église Saint-Laurent de Luquet                                     | Luquet                       |                                               | 43° 15′ 56″ nord, 0° 07′ 13″ ouest |                |                         |           | Église Saint-Laurent de Luquet                                     |
| Église Saint-Martin de Lustar                                      | Lustar                       |                                               | 43° 16′ 04″ nord, 0° 20′ 08″ est   |                |                         |           | Église Saint-Martin de Lustar                                      |
| Église de la Nativité-de-la-Sainte-Vierge de Lutilhous             | Lutilhous                    |                                               | 43° 07′ 51″ nord, 0° 19′ 49″ est   |                |                         |           | Église de la Nativité-de-la-Sainte-Vierge de Lutilhous             |
| Église Saint-Joseph de Luz-Saint-Sauveur                           | Luz-Saint-Sauveur            | Av. de l'Impératrice Eugènie                  | 42° 51′ 43″ nord, 0° 00′ 31″ ouest |                |                         |           | Église Saint-Joseph de Luz-Saint-Sauveur                           |
| Église des Templiers de Luz-Saint-Sauveur                          | Luz-Saint-Sauveur            | Place de la Comporte                          | 42° 52′ 18″ nord, 0° 00′ 12″ ouest | « PA00095393 » | Classé MH               | 1840      | Église des Templiers de Luz-Saint-Sauveur                          |
| Nom de l'église                                                    | Commune                      | Adresse                                       | Coordonnées                        | Notice         | Protection              | Année     | Illustration                                                       |
| M                                                                  |                              |                                               |                                    |                |                         |           |                                                                    |
| Église Sainte-Marie de Madiran                                     | Madiran                      |                                               | 43° 33′ 02″ nord, 0° 03′ 35″ ouest | « PA00095395 » | Classé MH               | 1996      | Église Sainte-Marie de Madiran                                     |
| Église Saint-Martin de Mansan                                      | Mansan                       |                                               | 43° 20′ 23″ nord, 0° 11′ 32″ est   |                |                         |           | Église Saint-Martin de Mansan                                      |
| Église Saint-Pierre de Marquerie                                   | Marquerie                    |                                               | 43° 15′ 36″ nord, 0° 12′ 08″ est   |                |                         |           | Église Saint-Pierre de Marquerie                                   |
| Église Saint-André de Marsac                                       | Marsac                       |                                               | 43° 19′ 46″ nord, 0° 05′ 24″ est   |                |                         |           | Église Saint-André de Marsac                                       |
| Église de l’Assomption de Marsas                                   | Marsas                       |                                               | 43° 03′ 03″ nord, 0° 13′ 48″ est   |                |                         |           | Église de l’Assomption de Marsas                                   |
| Église Saint-Hippolyte de Marseillan                               | Marseillan                   |                                               | 43° 18′ 11″ nord, 0° 13′ 00″ est   |                |                         |           | Église Saint-Hippolyte de Marseillan                               |
| Église Saint-Pierre-et-Saint-Paul de Mascaras                      | Mascaras                     |                                               | 43° 11′ 25″ nord, 0° 10′ 16″ est   |                |                         |           | Église Saint-Pierre-et-Saint-Paul de Mascaras                      |
| Église de l'Assomption de Maubourguet                              | Maubourguet                  |                                               | 43° 28′ 13″ nord, 0° 02′ 06″ est   | « PA00095397 » | Classé MH               | 1979      | Église de l'Assomption de Maubourguet                              |
| Église Saint-Laurent de Mauléon-Barousse                           | Mauléon-Barousse             | Rue de l'Église                               | 42° 57′ 37″ nord, 0° 34′ 02″ est   |                |                         |           | Église Saint-Laurent de Mauléon-Barousse                           |
| Église Notre-Dame de Mauvezin                                      | Mauvezin                     |                                               | 43° 07′ 01″ nord, 0° 16′ 48″ est   |                |                         |           | Église Notre-Dame de Mauvezin                                      |
| Église Saint-Pierre de Mazères-de-Neste                            | Mazères-de-Neste             |                                               | 43° 04′ 13″ nord, 0° 32′ 40″ est   |                |                         |           | Église Saint-Pierre de Mazères-de-Neste                            |
| Église de l'Assomption de Mazerolles                               | Mazerolles                   |                                               | 43° 21′ 08″ nord, 0° 16′ 56″ est   |                |                         |           | Église de l'Assomption de Mazerolles                               |
| Église Martyre-de-Saint-Jean-Baptiste de Mazouau                   | Mazouau                      |                                               | 43° 02′ 01″ nord, 0° 23′ 56″ est   |                |                         |           | Église Martyre-de-Saint-Jean-Baptiste de Mazouau                   |
| Église Sainte-Barbe de Mérilheu                                    | Mérilheu                     |                                               | 43° 05′ 42″ nord, 0° 10′ 31″ est   |                |                         |           | Église Sainte-Barbe de Mérilheu                                    |
| Église Saint-Jean-l'Évangéliste de Mingot                          | Mingot                       |                                               | 43° 22′ 27″ nord, 0° 10′ 05″ est   |                |                         |           | Église Saint-Jean-l'Évangéliste de Mingot                          |
| Église Saint-Christophe de Momères                                 | Momères                      |                                               | 43° 10′ 35″ nord, 0° 05′ 24″ est   |                |                         |           | Église Saint-Christophe de Momères                                 |
| Église de l'Assomption de Monfaucon                                | Monfaucon                    |                                               | 43° 27′ 06″ nord, 0° 06′ 59″ est   | « PA65000008 » | Inscrit MH              | 1999      | Église de l'Assomption de Monfaucon                                |
| Église Saint-Jean-Baptiste de Monléon-Magnoac                      | Monléon-Magnoac              |                                               | 43° 15′ 07″ nord, 0° 31′ 06″ est   | « PA00095400 » | Inscrit MH              | 1989      | Église Saint-Jean-Baptiste de Monléon-Magnoac                      |
| Église Saint-Jean-Baptiste de Monlong                              | Monlong                      |                                               | 43° 12′ 25″ nord, 0° 27′ 54″ est   |                |                         |           | Église Saint-Jean-Baptiste de Monlong                              |
| Église Saint-Barthélemy de Mont                                    | Mont                         |                                               | 42° 48′ 58″ nord, 0° 25′ 42″ est   | « PA00095403 » | Classé MH               | 1910      | Église Saint-Barthélemy de Mont                                    |
| Église de la Nativité-de-la-Sainte-Vierge de Montastruc            | Montastruc                   |                                               | 43° 13′ 04″ nord, 0° 20′ 46″ est   |                |                         |           | Église de la Nativité-de-la-Sainte-Vierge de Montastruc            |
| Église Saint-André de Montégut                                     | Montégut                     |                                               | 43° 03′ 52″ nord, 0° 30′ 12″ est   |                |                         |           | Église Saint-André de Montégut                                     |
| Église Saint-Hilaire de Montgaillard                               | Montgaillard                 |                                               | 43° 07′ 24″ nord, 0° 06′ 22″ est   |                |                         |           | Église Saint-Hilaire de Montgaillard                               |
| Église de l'Assomption de Montignac                                | Montignac                    |                                               | 43° 10′ 58″ nord, 0° 08′ 59″ est   |                |                         |           | Église de l'Assomption de Montignac                                |
| Église Notre-Dame de Montoussé                                     | Montoussé                    |                                               | 43° 03′ 52″ nord, 0° 25′ 01″ est   |                |                         |           | Église Notre-Dame de Montoussé                                     |
| Église Saint-Pierre-et-Saint-Paul de Montsérié                     | Montsérié                    |                                               | 43° 03′ 02″ nord, 0° 26′ 11″ est   |                |                         |           | Église Saint-Pierre-et-Saint-Paul de Montsérié                     |
| Église de l'Assomption de Moulédous                                | Moulédous                    | Rue du Padouen                                | 43° 13′ 42″ nord, 0° 14′ 10″ est   |                |                         |           | Église de l'Assomption de Moulédous                                |
| Église Saint-Laurent de Moumoulous                                 | Moumoulous                   |                                               | 43° 21′ 36″ nord, 0° 14′ 27″ est   |                |                         |           | Église Saint-Laurent de Moumoulous                                 |
| Église Saint-Michel de Mun                                         | Mun                          |                                               | 43° 16′ 59″ nord, 0° 16′ 08″ est   |                |                         |           | Église Saint-Michel de Mun                                         |
| Nom de l'église                                                    | Commune                      | Adresse                                       | Coordonnées                        | Notice         | Protection              | Année     | Illustration                                                       |
| N                                                                  |                              |                                               |                                    |                |                         |           |                                                                    |
| Église Saint-Jean-Baptiste de Nestier                              | Nestier                      |                                               | 43° 03′ 42″ nord, 0° 28′ 46″ est   |                |                         |           | Église Saint-Jean-Baptiste de Nestier                              |
| Église Saint-Jean de Neuilh                                        | Neuilh                       | Impasse de l'Église                           | 43° 04′ 38″ nord, 0° 04′ 18″ est   |                |                         |           | Église Saint-Jean de Neuilh                                        |
| Église Notre-Dame de Bernadouze de Haut-Nistos                     | Nistos                       |                                               | 43° 00′ 05″ nord, 0° 27′ 46″ est   |                |                         |           | Église Notre-Dame de Bernadouze de Haut-Nistos                     |
| Église Notre-Dame-de-l'Assomption de Bas-Nistos                    | Nistos                       |                                               | 43° 01′ 01″ nord, 0° 28′ 46″ est   |                |                         |           | Église Notre-Dame-de-l'Assomption de Bas-Nistos                    |
| Église Saint-Lézer de Nouilhan                                     | Nouilhan                     | Place de l'Église                             | 43° 25′ 22″ nord, 0° 02′ 18″ est   |                |                         |           | Église Saint-Lézer de Nouilhan                                     |
| Nom de l'église                                                    | Commune                      | Adresse                                       | Coordonnées                        | Notice         | Protection              | Année     | Illustration                                                       |
| O                                                                  |                              |                                               |                                    |                |                         |           |                                                                    |
| Église Saint-Georges d'Odos                                        | Odos                         |                                               | 43° 11′ 51″ nord, 0° 03′ 31″ est   |                |                         |           | Église Saint-Georges d'Odos                                        |
| Église de la Nativité-de-la-Sainte-Vierge d'Oléac-Debat            | Oléac-Debat                  |                                               | 43° 16′ 14″ nord, 0° 08′ 20″ est   |                |                         |           | Église de la Nativité-de-la-Sainte-Vierge d'Oléac-Debat            |
| Église Saint-Pierre d'Oléac-Dessus                                 | Oléac-Dessus                 |                                               | 43° 09′ 35″ nord, 0° 11′ 18″ est   |                |                         |           | Église Saint-Pierre d'Oléac-Dessus                                 |
| Église Saint-Saturnin d'Omex                                       | Omex                         |                                               | 43° 04′ 34″ nord, 0° 04′ 52″ ouest |                |                         |           | Église Saint-Saturnin d'Omex                                       |
| Église Saint-Georges d'Ordizan                                     | Ordizan                      |                                               | 43° 06′ 29″ nord, 0° 07′ 48″ est   |                |                         |           | Église Saint-Georges d'Ordizan                                     |
| Église Saint-André d'Organ                                         | Organ                        |                                               | 43° 16′ 34″ nord, 0° 29′ 01″ est   |                |                         |           | Église Saint-André d'Organ                                         |
| Église Martyre de-Saint-Jean-Baptiste d'Orieux                     | Orieux                       |                                               | 43° 13′ 57″ nord, 0° 17′ 27″ est   |                |                         |           | Église Martyre de-Saint-Jean-Baptiste d'Orieux                     |
| Église Saint-Martin d'Orignac                                      | Orignac                      |                                               | 43° 07′ 23″ nord, 0° 10′ 07″ est   |                |                         |           | Église Saint-Martin d'Orignac                                      |
| Église Saint-Vincent d'Orincles                                    | Orincles                     | Rue des Pyrénées (D 7)                        | 43° 07′ 42″ nord, 0° 02′ 22″ est   |                |                         |           | Église Saint-Vincent d'Orincles                                    |
| Église Saint-Christophe d'Orleix                                   | Orleix                       |                                               | 43° 16′ 46″ nord, 0° 07′ 23″ est   |                |                         |           | Église Saint-Christophe d'Orleix                                   |
| Église Saint-Jean-Baptiste d'Oroix                                 | Oroix                        |                                               | 43° 18′ 03″ nord, 0° 01′ 57″ ouest |                |                         |           | Église Saint-Jean-Baptiste d'Oroix                                 |
| Église de l'Assomption d'Osmets                                    | Osmets                       |                                               | 43° 18′ 20″ nord, 0° 15′ 44″ est   |                |                         |           | Église de l'Assomption d'Osmets                                    |
| Église Saint-Jacques d'Ossen                                       | Ossen                        |                                               | 43° 04′ 10″ nord, 0° 03′ 55″ ouest |                |                         |           | Église Saint-Jacques d'Ossen                                       |
| Église Saint-Blaise d'Ossun                                        | Ossun                        |                                               | 43° 10′ 58″ nord, 0° 01′ 40″ ouest |                |                         |           | Église Saint-Blaise d'Ossun                                        |
| Église Saint-Pierre d'Ossun-ez-Angles                              | Ossun-ez-Angles              |                                               | 43° 04′ 45″ nord, 0° 03′ 21″ est   |                |                         |           | Église Saint-Pierre d'Ossun-ez-Angles                              |
| Église Saint-Just-et-Saint-Pasteur d'Oueilloux                     | Oueilloux                    |                                               | 43° 10′ 10″ nord, 0° 10′ 42″ est   |                |                         |           | Église Saint-Just-et-Saint-Pasteur d'Oueilloux                     |
| Église Saint-Martin d'Ourde                                        | Ourde                        |                                               | 42° 57′ 32″ nord, 0° 33′ 24″ est   | « PA00095405 » | Classé MH               | 1972      | Église Saint-Martin d'Ourde                                        |
| Église Saint-André d'Ourdis                                        | Ourdis-Cotdoussan            |                                               | 43° 02′ 45″ nord, 0° 01′ 18″ est   |                |                         |           | Église Saint-André d'Ourdis                                        |
| Église Saint-Jacques de Cotdoussan                                 | Ourdis-Cotdoussan            |                                               | 43° 02′ 55″ nord, 0° 01′ 25″ est   | « PA00095406 » | Inscrit MH              | 1979      | Église Saint-Jacques de Cotdoussan                                 |
| Église Saint-Pierre-aux-Liens d'Ourdon                             | Ourdon                       |                                               | 43° 02′ 09″ nord, 0° 00′ 52″ ouest |                |                         |           | Église Saint-Pierre-aux-Liens d'Ourdon                             |
| Église de l'Invention-de-Saint-Étienne d'Oursbelille               | Oursbelille                  | Place de la Liberté                           | 43° 17′ 17″ nord, 0° 02′ 14″ est   |                |                         |           | Église de l'Invention-de-Saint-Étienne d'Oursbelille               |
| Église Saint-Pierre d'Ousté                                        | Ousté                        |                                               | 43° 02′ 59″ nord, 0° 00′ 46″ ouest |                |                         |           | Église Saint-Pierre d'Ousté                                        |
| Église Notre-Dame-de-l'Assomption d'Ouzous                         | Ouzous                       |                                               | 43° 01′ 47″ nord, 0° 06′ 27″ ouest |                |                         |           | Église Notre-Dame-de-l'Assomption d'Ouzous                         |
| Église de l'Assomption d'Ozon                                      | Ozon                         |                                               | 43° 10′ 17″ nord, 0° 15′ 27″ est   |                |                         |           | Église de l'Assomption d'Ozon                                      |
| Église d'Ozon -Darré                                               | Ozon                         |                                               | 43° 10′ 03″ nord, 0° 14′ 41″ est   |                |                         |           | Église d'Ozon -Darré                                               |
| Nom de l'église                                                    | Commune                      | Adresse                                       | Coordonnées                        | Notice         | Protection              | Année     | Illustration                                                       |
| P                                                                  |                              |                                               |                                    |                |                         |           |                                                                    |
| Église Saint-Étienne de Pailhac                                    | Pailhac                      |                                               | 42° 54′ 25″ nord, 0° 22′ 00″ est   |                |                         |           | Église Saint-Étienne de Pailhac                                    |
| Église Notre-Dame-de-l'Assomption de Paréac                        | Paréac                       |                                               | 43° 06′ 56″ nord, 0° 01′ 29″ est   |                |                         |           | Église Notre-Dame-de-l'Assomption de Paréac                        |
| Église de la Nativité-de-la-Sainte-Vierge de Péré                  | Péré                         |                                               | 43° 08′ 03″ nord, 0° 18′ 30″ est   |                |                         |           | Église de la Nativité-de-la-Sainte-Vierge de Péré                  |
| Église Saints-Adbdon-et-Sennen de Peyraube                         | Peyraube                     |                                               | 43° 12′ 06″ nord, 0° 14′ 41″ est   |                |                         |           | Église Saints-Adbdon-et-Sennen de Peyraube                         |
| Église Saint-André de Peyret-Saint-André                           | Peyret-Saint-André           |                                               | 43° 19′ 17″ nord, 0° 30′ 25″ est   |                |                         |           | Église Saint-André de Peyret-Saint-André                           |
| Église Notre-Dame-de-l'Assomption de Peyriguère                    | Peyriguère                   |                                               | 43° 15′ 16″ nord, 0° 15′ 36″ est   |                |                         |           | Église Notre-Dame-de-l'Assomption de Peyriguère                    |
| Église Saint-Martin de Peyrouse                                    | Peyrouse                     |                                               | 43° 06′ 14″ nord, 0° 07′ 02″ ouest |                |                         |           | Église Saint-Martin de Peyrouse                                    |
| Église Saint-Martin de Peyrun                                      | Peyrun                       |                                               | 43° 19′ 49″ nord, 0° 11′ 28″ est   |                |                         |           | Église Saint-Martin de Peyrun                                      |
| Église Saint-Pierre de Nestalas                                    | Pierrefitte-Nestalas         | Place de l'Église                             | 42° 57′ 40″ nord, 0° 04′ 22″ ouest | « PA00095408 » | Inscrit MH              | 1942      | Église Saint-Pierre de Nestalas                                    |
| Église de la Nativité-de-la-Sainte-Vierge de Pinas                 | Pinas                        |                                               | 43° 06′ 59″ nord, 0° 26′ 03″ est   |                |                         |           | Église de la Nativité-de-la-Sainte-Vierge de Pinas                 |
| Église Martyre de-Saint-Jean-Baptiste de Pintac                    | Pintac                       |                                               | 43° 17′ 08″ nord, 0° 00′ 35″ ouest |                |                         |           | Église Martyre de-Saint-Jean-Baptiste de Pintac                    |
| Église Notre-Dame-de-l'Assomption de Poueyferré                    | Poueyferré                   |                                               | 43° 07′ 13″ nord, 0° 04′ 38″ ouest |                |                         |           | Église Notre-Dame-de-l'Assomption de Poueyferré                    |
| Église Saint-Germain-d'Auxerre de Poumarous                        | Poumarous                    |                                               | 43° 09′ 18″ nord, 0° 12′ 59″ est   |                |                         |           | Église Saint-Germain-d'Auxerre de Poumarous                        |
| Église de l'Assomption de Pouy                                     | Pouy                         |                                               | 43° 15′ 42″ nord, 0° 33′ 21″ est   |                |                         |           | Église de l'Assomption de Pouy                                     |
| Église Saint-Christophe de Pouyastruc                              | Pouyastruc                   |                                               | 43° 16′ 03″ nord, 0° 10′ 10″ est   |                |                         |           | Église Saint-Christophe de Pouyastruc                              |
| Église Saint-Saturnin de Pouzac                                    | Pouzac                       |                                               | 43° 05′ 17″ nord, 0° 08′ 01″ est   | « PA00095409 » | Classé MH               | 1984      | Église Saint-Saturnin de Pouzac                                    |
| Église Saint-Sernin de Préchac                                     | Préchac                      |                                               | 42° 59′ 32″ nord, 0° 04′ 27″ ouest |                |                         |           | Église Saint-Sernin de Préchac                                     |
| Église Saint-Nicolas de Pujo                                       | Pujo                         |                                               | 43° 20′ 51″ nord, 0° 03′ 57″ est   |                |                         |           | Église Saint-Nicolas de Pujo                                       |
| Église Saint-Pierre de Puntous                                     | Puntous                      |                                               | 43° 18′ 15″ nord, 0° 28′ 12″ est   |                |                         |           | Église Saint-Pierre de Puntous                                     |
| Église Exaltation-de-la-Sainte-Croix de Puydarrieux                | Puydarrieux                  |                                               | 43° 17′ 10″ nord, 0° 23′ 13″ est   |                |                         |           | Église Exaltation-de-la-Sainte-Croix de Puydarrieux                |
| Église Notre-Dame-de-l'Assomption de La Penne                      | Puydarrieux                  |                                               | 43° 17′ 50″ nord, 0° 24′ 10″ est   |                |                         |           | Église Notre-Dame-de-l'Assomption de La Penne                      |
| R                                                                  |                              |                                               |                                    |                |                         |           |                                                                    |
| Église Saint-Louis de Rabastens-de-Bigorre                         | Rabastens-de-Bigorre         | Rue du Foirail                                | 43° 23′ 19″ nord, 0° 09′ 05″ est   | « PA65000017 » | Inscrit MH              | 2012      | Église Saint-Louis de Rabastens-de-Bigorre                         |
| Église Saint-Martin de Recurt                                      | Recurt                       |                                               | 43° 13′ 07″ nord, 0° 26′ 11″ est   |                |                         |           | Église Saint-Martin de Recurt                                      |
| Église Saint-Pierre de Réjaumont                                   | Réjaumont                    |                                               | 43° 09′ 37″ nord, 0° 27′ 01″ est   |                |                         |           | Église Saint-Pierre de Réjaumont                                   |
| Église de l'Assomption de Ricaud                                   | Ricaud                       |                                               | 43° 08′ 53″ nord, 0° 15′ 54″ est   |                |                         |           | Église de l'Assomption de Ricaud                                   |
| Église Saint-Blaise de Ris                                         | Ris                          |                                               | 42° 53′ 11″ nord, 0° 23′ 51″ est   |                |                         |           | Église Saint-Blaise de Ris                                         |
| Nom de l'église                                                    | Commune                      | Adresse                                       | Coordonnées                        | Notice         | Protection              | Année     | Illustration                                                       |
| S                                                                  |                              |                                               |                                    |                |                         |           |                                                                    |
| Église Saint-Martin de Sabalos                                     | Sabalos                      |                                               | 43° 17′ 07″ nord, 0° 08′ 27″ est   |                |                         |           | Église Saint-Martin de Sabalos                                     |
| Église Saint-Pierre de Sabarros                                    | Sabarros                     |                                               | 43° 14′ 12″ nord, 0° 26′ 07″ est   |                |                         |           | Église Saint-Pierre de Sabarros                                    |
| Église Saint-Jean-l'Évangéliste de Sacoué                          | Sacoué                       |                                               | 42° 59′ 16″ nord, 0° 33′ 51″ est   |                |                         |           | Église Saint-Jean-l'Évangéliste de Sacoué                          |
| Église de l'Assomption de Sadournin                                | Sadournin                    |                                               | 43° 18′ 50″ nord, 0° 23′ 55″ est   |                |                         |           | Église de l'Assomption de Sadournin                                |
| Église Saint-Laurent de Sailhan                                    | Sailhan                      | Place de la Mairie                            | 42° 49′ 14″ nord, 0° 20′ 02″ est   |                |                         |           | Église Saint-Laurent de Sailhan                                    |
| Église Saint-Jean-Baptiste de Saint-Arroman                        | Saint-Arroman                |                                               | 43° 02′ 43″ nord, 0° 24′ 07″ est   |                |                         |           | Église Saint-Jean-Baptiste de Saint-Arroman                        |
| Église Saint-Cyriaque de Saint-Créac                               | Saint-Créac                  |                                               | 43° 03′ 33″ nord, 0° 01′ 26″ ouest |                |                         |           | Église Saint-Cyriaque de Saint-Créac                               |
| Église de la Toussaint de Justous                                  | Saint-Créac                  |                                               | 43° 03′ 34″ nord, 0° 00′ 50″ ouest |                |                         |           | Église de la Toussaint de Justous                                  |
| Église Saint-Jean-Baptiste de Saint-Lanne                          | Saint-Lanne                  |                                               | 43° 35′ 35″ nord, 0° 03′ 46″ ouest |                |                         |           | Église Saint-Jean-Baptiste de Saint-Lanne                          |
| Église Saint-Bertrand-de-Comminges de Saint-Lary                   | Saint-Lary-Soulan            |                                               | 42° 49′ 01″ nord, 0° 19′ 18″ est   |                |                         |           | Église Saint-Bertrand-de-Comminges de Saint-Lary                   |
| Église Saint-Pierre de Soulan                                      | Saint-Lary-Soulan            |                                               | 42° 49′ 51″ nord, 0° 17′ 50″ est   |                |                         |           | Église Saint-Pierre de Soulan                                      |
| Église Saint-Laurent de Saint-Laurent-de-Neste                     | Saint-Laurent-de-Neste       | Place de la Mairie                            | 43° 04′ 37″ nord, 0° 28′ 59″ est   |                |                         |           | Église Saint-Laurent de Saint-Laurent-de-Neste                     |
| Église Saint-Cœur-de-Marie du Boila                                | Saint-Laurent-de-Neste       |                                               | 43° 05′ 39″ nord, 0° 29′ 06″ est   |                |                         |           | Église Saint-Cœur-de-Marie du Boila                                |
| Église Saint-Lizier de Saint-Lézer                                 | Saint-Lézer                  |                                               | 43° 22′ 19″ nord, 0° 01′ 49″ est   |                |                         |           | Église Saint-Lizier de Saint-Lézer                                 |
| Église Saint-Martin de Saint-Martin                                | Saint-Martin                 |                                               | 43° 09′ 38″ nord, 0° 05′ 12″ est   |                |                         |           | Église Saint-Martin de Saint-Martin                                |
| Église de l'Assomption de Saint-Pastous                            | Saint-Pastous                |                                               | 43° 00′ 52″ nord, 0° 03′ 34″ ouest |                |                         |           | Église de l'Assomption de Saint-Pastous                            |
| Église Sainte-Marie de Saint-Pastous                               | Saint-Pastous                |                                               | 43° 00′ 52″ nord, 0° 03′ 33″ ouest | « PA00095411 » | Inscrit MH              | 1986      | Église Sainte-Marie de Saint-Pastous                               |
| Église Saint-Michel de Saint-Paul                                  | Saint-Paul                   |                                               | 43° 04′ 46″ nord, 0° 30′ 32″ est   |                |                         |           | Église Saint-Michel de Saint-Paul                                  |
| Église Saint-Pierre de Saint-Pé-de-Bigorre                         | Saint-Pé-de-Bigorre          |                                               | 43° 06′ 10″ nord, 0° 09′ 37″ ouest | « PA00095412 » | Classé MH               | 1977      | Église Saint-Pierre de Saint-Pé-de-Bigorre                         |
| Église Saint-Michel de Rieulhès                                    | Saint-Pé-de-Bigorre          |                                               | 43° 06′ 02″ nord, 0° 08′ 26″ ouest |                |                         |           | Église Saint-Michel de Rieulhès                                    |
| Église Saint-Julien-de-Brioude de Saléchan                         | Saléchan                     |                                               | 42° 57′ 19″ nord, 0° 37′ 50″ est   |                |                         |           | Église Saint-Julien-de-Brioude de Saléchan                         |
| Église Saint-Pierre-et-Saint-Paul de Saligos                       | Saligos                      |                                               | 42° 53′ 32″ nord, 0° 01′ 13″ ouest |                |                         |           | Église Saint-Pierre-et-Saint-Paul de Saligos                       |
| Église Saint-Michel de Vizos                                       | Saligos                      |                                               | 42° 53′ 24″ nord, 0° 00′ 49″ ouest |                |                         |           | Église Saint-Michel de Vizos                                       |
| Église Saint-Jacques de Salles                                     | Salles                       |                                               | 43° 01′ 45″ nord, 0° 07′ 08″ ouest |                |                         |           | Église Saint-Jacques de Salles                                     |
| Église Saint-Barthélemy de Salles-Adour                            | Salles-Adour                 |                                               | 43° 11′ 09″ nord, 0° 05′ 48″ est   |                |                         |           | Église Saint-Barthélemy de Salles-Adour                            |
| Église Saint-Vincent de Samuran                                    | Samuran                      |                                               | 42° 59′ 14″ nord, 0° 35′ 44″ est   | « PA00135473 » | Inscrit MH              | 1995      | Église Saint-Vincent de Samuran                                    |
| Église Saint-Martin de Sanous                                      | Sanous                       |                                               | 43° 22′ 40″ nord, 0° 00′ 06″ est   |                |                         |           | Église Saint-Martin de Sanous                                      |
| Église de l'Assomption de Sariac-Magnoac                           | Sariac-Magnoac               |                                               | 43° 18′ 35″ nord, 0° 32′ 29″ est   | « PA00095419 » | Inscrit MH              | 1989      | Église de l'Assomption de Sariac-Magnoac                           |
| Église Saint-Martin de Sarlabous                                   | Sarlabous                    |                                               | 43° 04′ 39″ nord, 0° 16′ 37″ est   |                |                         |           | Église Saint-Martin de Sarlabous                                   |
| Église Saint-Pierre de Sarniguet                                   | Sarniguet                    |                                               | 43° 19′ 10″ nord, 0° 05′ 32″ est   | « PA00095420 » | Inscrit MH              | 1979      | Église Saint-Pierre de Sarniguet                                   |
| Église Saint-Germé de Sarp                                         | Sarp                         |                                               | 43° 00′ 58″ nord, 0° 35′ 24″ est   |                |                         |           | Église Saint-Germé de Sarp                                         |
| Église Saint-Ébons de Sarrancolin                                  | Sarrancolin                  |                                               | 42° 57′ 59″ nord, 0° 22′ 36″ est   | « PA00095421 » | Classé MH · Inscrit MH  | 1903 1928 | Église Saint-Ébons de Sarrancolin                                  |
| Église de l'Assomption de Sarriac-Bigorre                          | Sarriac-Bigorre              |                                               | 43° 22′ 56″ nord, 0° 07′ 50″ est   | « PA00095423 » | Inscrit MH              | 1952      | Église de l'Assomption de Sarriac-Bigorre                          |
| Église Notre-Dame de l'Assomption de Sarrouilles                   | Sarrouilles                  |                                               | 43° 13′ 46″ nord, 0° 07′ 43″ est   |                |                         |           | Église Notre-Dame de l'Assomption de Sarrouilles                   |
| Église Notre-Dame-de-l'Assomption de Sassis                        | Sassis                       |                                               | 42° 52′ 42″ nord, 0° 00′ 57″ ouest |                |                         |           | Église Notre-Dame-de-l'Assomption de Sassis                        |
| Église Saint-Jacques de Sauveterre                                 | Sauveterre                   |                                               | 43° 28′ 31″ nord, 0° 06′ 06″ est   |                |                         |           | Église Saint-Jacques de Sauveterre                                 |
| Église Saint-Julien de Sazos                                       | Sazos                        |                                               | 42° 53′ 01″ nord, 0° 01′ 26″ ouest |                |                         |           | Église Saint-Julien de Sazos                                       |
| Église de la Nativité-de-la-Sainte-Vierge de Ségalas               | Ségalas                      |                                               | 43° 24′ 29″ nord, 0° 07′ 44″ est   |                |                         |           | Église de la Nativité-de-la-Sainte-Vierge de Ségalas               |
| Église Saint-Pierre de Ségus                                       | Ségus                        |                                               | 43° 04′ 10″ nord, 0° 04′ 34″ ouest |                |                         |           | Église Saint-Pierre de Ségus                                       |
| Église Notre-Dame-de-l'Assomption de Séméac                        | Séméac                       | Place Aristide Briand                         | 43° 13′ 43″ nord, 0° 06′ 17″ est   |                |                         |           | Église Notre-Dame-de-l'Assomption de Séméac                        |
| Église de l'Assomption de Sénac                                    | Sénac                        |                                               | 43° 21′ 23″ nord, 0° 11′ 04″ est   |                |                         |           | Église de l'Assomption de Sénac                                    |
| Église Saint-Ours de Sentous                                       | Sentous                      |                                               | 43° 15′ 51″ nord, 0° 22′ 42″ est   |                |                         |           | Église Saint-Ours de Sentous                                       |
| Église Saint-Blaise de Sère-en-Lavedan                             | Sère-en-Lavedan              |                                               | 43° 01′ 19″ nord, 0° 07′ 13″ ouest |                |                         |           | Église Saint-Blaise de Sère-en-Lavedan                             |
| Église Saint-Vincent de Sère-ez-Angles                             | Sère-Lanso                   |                                               | 43° 04′ 09″ nord, 0° 00′ 35″ est   |                |                         |           | Église Saint-Vincent de Sère-ez-Angles                             |
| Église Notre-Dame-de-l'Assomption de Lanso                         | Sère-Lanso                   |                                               | 43° 04′ 08″ nord, 0° 01′ 35″ est   |                |                         |           | Église Notre-Dame-de-l'Assomption de Lanso                         |
| Église Saint-Barthélemy de Sère-Rustaing                           | Sère-Rustaing                |                                               | 43° 15′ 35″ nord, 0° 17′ 40″ est   |                |                         |           | Église Saint-Barthélemy de Sère-Rustaing                           |
| Église Saint-Michel de Séron                                       | Séron                        |                                               | 43° 19′ 21″ nord, 0° 05′ 49″ ouest |                |                         |           | Église Saint-Michel de Séron                                       |
| Église Saint-Vincent de Sers                                       | Sers                         |                                               | 42° 53′ 13″ nord, 0° 02′ 19″ est   | « PA00095424 » | Inscrit MH              | 1979      | Église Saint-Vincent de Sers                                       |
| Église Saint-Martin de Siarrouy                                    | Siarrouy                     |                                               | 43° 19′ 07″ nord, 0° 02′ 13″ est   |                |                         |           | Église Saint-Martin de Siarrouy                                    |
| Église Saint-Martin de Sinzos                                      | Sinzos                       |                                               | 43° 13′ 03″ nord, 0° 12′ 57″ est   |                |                         |           | Église Saint-Martin de Sinzos                                      |
| Église Notre-Dame-de-l'Assomption de Siradan                       | Siradan                      |                                               | 42° 58′ 11″ nord, 0° 36′ 55″ est   |                |                         |           | Église Notre-Dame-de-l'Assomption de Siradan                       |
| Église Saint-Jean-Baptiste de Sireix                               | Sireix                       |                                               | 42° 58′ 33″ nord, 0° 08′ 51″ ouest |                |                         |           | Église Saint-Jean-Baptiste de Sireix                               |
| Église Notre-Dame-de-l'Assomption de Sombrun                       | Sombrun                      |                                               | 43° 28′ 43″ nord, 0° 00′ 29″ est   |                |                         |           | Église Notre-Dame-de-l'Assomption de Sombrun                       |
| Église Saint-Laurent de Soréac                                     | Soréac                       |                                               | 43° 18′ 44″ nord, 0° 09′ 27″ est   |                |                         |           | Église Saint-Laurent de Soréac                                     |
| Église Notre-Dame-de-l'Assomption de Sost                          | Sost                         |                                               | 42° 55′ 46″ nord, 0° 33′ 28″ est   |                |                         |           | Église Notre-Dame-de-l'Assomption de Sost                          |
| Église Saint-André de Soublecause                                  | Soublecause                  |                                               | 43° 31′ 51″ nord, 0° 01′ 09″ ouest | « PA00095451 » | Inscrit MH              | 1992      | Église Saint-André de Soublecause                                  |
| Église Saint-Martin de Héchac                                      | Soublecause                  |                                               | 43° 31′ 44″ nord, 0° 01′ 34″ ouest |                |                         |           | Église Saint-Martin de Héchac                                      |
| Église Saint-Pierre de Soues                                       | Soues                        |                                               | 43° 12′ 14″ nord, 0° 05′ 59″ est   |                |                         |           | Église Saint-Pierre de Soues                                       |
| Église Saint-André de Soulom                                       | Soulom                       |                                               | 42° 57′ 24″ nord, 0° 04′ 29″ ouest | « PA00095425 » | Inscrit MH              | 1942      | Église Saint-André de Soulom                                       |
| Église Saint-Barthélemy de Souyeaux                                | Souyeaux                     |                                               | 43° 14′ 26″ nord, 0° 10′ 21″ est   |                |                         |           | Église Saint-Barthélemy de Souyeaux                                |
| T                                                                  |                              |                                               |                                    |                |                         |           |                                                                    |
| Église Saint-Martin de Tajan                                       | Tajan                        |                                               | 43° 11′ 26″ nord, 0° 27′ 37″ est   |                |                         |           | Église Saint-Martin de Tajan                                       |
| Église Sainte-Eulalie de Talazac                                   | Talazac                      |                                               | 43° 19′ 57″ nord, 0° 02′ 22″ est   |                |                         |           | Église Sainte-Eulalie de Talazac                                   |
| Église Exaltation-de-la-Sainte-Croix de Tarasteix                  | Tarasteix                    |                                               | 43° 19′ 15″ nord, 0° 00′ 20″ ouest |                |                         |           | Église Exaltation-de-la-Sainte-Croix de Tarasteix                  |
| Église Sainte-Thérèse de Tarbes                                    | Tarbes                       | Place Marcadieu                               | 43° 13′ 55″ nord, 0° 04′ 58″ est   | « PA00095427 » | Inscrit MH              | 1946      | Église Sainte-Thérèse de Tarbes                                    |
| Église Sainte-Anne de Tarbes                                       | Tarbes                       | Place Sainte-Anne                             | 43° 14′ 09″ nord, 0° 03′ 52″ est   |                |                         |           | Église Sainte-Anne de Tarbes                                       |
| Église Saint-Martin de Tarbes                                      | Tarbes                       | Rue Paul Cézanne                              | 43° 13′ 33″ nord, 0° 03′ 34″ est   |                |                         |           | Église Saint-Martin de Tarbes                                      |
| Église Saint-Antoine de Tarbes                                     | Tarbes                       | Bd Pierre Renaudet                            | 43° 14′ 40″ nord, 0° 04′ 25″ est   |                |                         |           | Église Saint-Antoine de Tarbes                                     |
| Église Saint-Jean-Baptiste de Tarbes                               | Tarbes                       | Place Saint-Jean                              | 43° 13′ 56″ nord, 0° 04′ 36″ est   |                |                         |           | Église Saint-Jean-Baptiste de Tarbes                               |
| Église Sainte-Bernadette de Tarbes                                 | Tarbes                       | Rue de la Concorde                            | 43° 13′ 24″ nord, 0° 05′ 03″ est   |                |                         |           | Église Sainte-Bernadette de Tarbes                                 |
| Église Saint-Vincent-de-Paul de Tarbes                             | Tarbes                       | Rue de la Navarre                             | 43° 14′ 34″ nord, 0° 03′ 47″ est   |                |                         |           | Église Saint-Vincent-de-Paul de Tarbes                             |
| Église Notre-Dame Source de Vie Orthodoxe de Tarbes                | Tarbes                       | Avenue Aristide Briand                        | 43° 13′ 01″ nord, 0° 03′ 19″ est   |                |                         |           | Église Notre-Dame Source de Vie Orthodoxe de Tarbes                |
| Église Provinciale des Sœurs de Saint-Joseph de Tarbes             | Tarbes                       | Rue des Pyrénées                              | 43° 13′ 54″ nord, 0° 04′ 13″ est   |                |                         |           | Église Provinciale des Sœurs de Saint-Joseph de Tarbes             |
| Église Saint-Pierre-et-Saint-Paul de Tarbes                        | Tarbes                       | Rue du Lac d'Aubert                           | 43° 14′ 32″ nord, 0° 03′ 01″ est   |                |                         |           | Église Saint-Pierre-et-Saint-Paul de Tarbes                        |
| Église Saint-Félix de Thèbe                                        | Thèbe                        |                                               | 42° 57′ 55″ nord, 0° 35′ 21″ est   |                |                         |           | Église Saint-Félix de Thèbe                                        |
| Église Saint-Barthélemy de Thermes-Magnoac                         | Thermes-Magnoac              |                                               | 43° 17′ 53″ nord, 0° 35′ 28″ est   |                |                         |           | Église Saint-Barthélemy de Thermes-Magnoac                         |
| Église Saint-Pierre de Tibiran                                     | Tibiran-Jaunac               |                                               | 43° 02′ 53″ nord, 0° 32′ 34″ est   |                |                         |           | Église Saint-Pierre de Tibiran                                     |
| Église Saint-Jean-Baptiste de Jaunac                               | Tibiran-Jaunac               |                                               | 43° 03′ 24″ nord, 0° 33′ 28″ est   |                |                         |           | Église Saint-Jean-Baptiste de Jaunac                               |
| Église de l'Assomption de Tilhouse                                 | Tilhouse                     |                                               | 43° 05′ 09″ nord, 0° 18′ 32″ est   |                |                         |           | Église de l'Assomption de Tilhouse                                 |
| Église Saint-Martin de Tostat                                      | Tostat                       |                                               | 43° 19′ 38″ nord, 0° 05′ 53″ est   |                |                         |           | Église Saint-Martin de Tostat                                      |
| Église Saint-Étienne de Tournay                                    | Tournay                      | Rue Lacrampe Loustau Rue Germain Bonnecarrère | 43° 11′ 01″ nord, 0° 14′ 40″ est   |                |                         |           | Église Saint-Étienne de Tournay                                    |
| Église de l'Assomption de Tournous-Darré                           | Tournous-Darré               |                                               | 43° 17′ 14″ nord, 0° 21′ 45″ est   |                |                         |           | Église de l'Assomption de Tournous-Darré                           |
| Église Saint-Martin de Tournous-Devant                             | Tournous-Devant              |                                               | 43° 14′ 55″ nord, 0° 25′ 07″ est   |                |                         |           | Église Saint-Martin de Tournous-Devant                             |
| Église Saint-Denis-Saint-Nicolas de Tramezaïgues                   | Tramezaïgues                 |                                               | 42° 47′ 53″ nord, 0° 17′ 21″ est   |                |                         |           | Église Saint-Denis-Saint-Nicolas de Tramezaïgues                   |
| Église Saint-Pierre de Trébons                                     | Trébons                      |                                               | 43° 06′ 02″ nord, 0° 07′ 11″ est   |                |                         |           | Église Saint-Pierre de Trébons                                     |
| Église des Carmes de Trie-sur-Baïse                                | Trie-sur-Baïse               |                                               | 43° 19′ 13″ nord, 0° 22′ 20″ est   | « PA00095438 » | Inscrit MH              | 1977      | Église des Carmes de Trie-sur-Baïse                                |
| Église Notre-Dame-des-Neiges de Trie-sur-Baïse                     | Trie-sur-Baïse               |                                               | 43° 19′ 13″ nord, 0° 22′ 12″ est   | « PA00095437 » | Inscrit MH              | 1928      | Église Notre-Dame-des-Neiges de Trie-sur-Baïse                     |
| Église Saint-Pierre de Troubat                                     | Troubat                      |                                               | 42° 58′ 35″ nord, 0° 34′ 51″ est   |                |                         |           | Église Saint-Pierre de Troubat                                     |
| Église Saint-Laurent de Trouley-Labarthe                           | Trouley-Labarthe             |                                               | 43° 18′ 58″ nord, 0° 14′ 37″ est   |                |                         |           | Église Saint-Laurent de Trouley-Labarthe                           |
| Église Notre-Dame-de-l'Assomption de Tuzaguet                      | Tuzaguet                     |                                               | 43° 04′ 33″ nord, 0° 26′ 13″ est   |                |                         |           | Église Notre-Dame-de-l'Assomption de Tuzaguet                      |
| Nom de l'église                                                    | Commune                      | Adresse                                       | Coordonnées                        | Notice         | Protection              | Année     | Illustration                                                       |
| U                                                                  |                              |                                               |                                    |                |                         |           |                                                                    |
| Église Saint-Barthélemy d'Uglas                                    | Uglas                        |                                               | 43° 08′ 29″ nord, 0° 26′ 03″ est   |                |                         |           | Église Saint-Barthélemy d'Uglas                                    |
| Église Saint-Orens d'Ugnouas                                       | Ugnouas                      |                                               | 43° 20′ 28″ nord, 0° 05′ 50″ est   |                |                         |           | Église Saint-Orens d'Ugnouas                                       |
| Église Saint-Laurent d'Uz                                          | Uz                           |                                               | 42° 57′ 59″ nord, 0° 05′ 07″ ouest |                |                         |           | Église Saint-Laurent d'Uz                                          |
| Église Saint-Martin d'Uzer                                         | Uzer                         |                                               | 43° 04′ 42″ nord, 0° 11′ 49″ est   |                |                         |           | Église Saint-Martin d'Uzer                                         |
| Nom de l'église                                                    | Commune                      | Adresse                                       | Coordonnées                        | Notice         | Protection              | Année     | Illustration                                                       |
| V                                                                  |                              |                                               |                                    |                |                         |           |                                                                    |
| Église Saint-Martin de Vic-en-Bigorre                              | Vic-en-Bigorre               | Rue Maréchal Foch                             | 43° 23′ 09″ nord, 0° 03′ 15″ est   |                |                         |           | Église Saint-Martin de Vic-en-Bigorre                              |
| Église Saint-Michel de Vidou                                       | Vidou                        |                                               | 43° 17′ 58″ nord, 0° 19′ 25″ est   |                |                         |           | Église Saint-Michel de Vidou                                       |
| Église Saint-Jacques de Vidouze                                    | Vidouze                      |                                               | 43° 26′ 35″ nord, 0° 02′ 58″ ouest |                |                         |           | Église Saint-Jacques de Vidouze                                    |
| Église Saint-Michel de Viella                                      | Viella                       |                                               | 42° 52′ 38″ nord, 0° 00′ 49″ est   | « PA00095450 » | Inscrit MH              | 1990      | Église Saint-Michel de Viella                                      |
| Église Saint-Jean-l'Évangéliste de Vielle-Adour                    | Vielle-Adour                 |                                               | 43° 08′ 42″ nord, 0° 06′ 47″ est   |                |                         |           | Église Saint-Jean-l'Évangéliste de Vielle-Adour                    |
| Église Saint-Barthélémy de Vielle-Aure                             | Vielle-Aure                  |                                               | 42° 49′ 50″ nord, 0° 19′ 32″ est   | « PA00095442 » | Classé MH               | 1944      | Église Saint-Barthélémy de Vielle-Aure                             |
| Église Saint-Mercurial de Vielle-Louron                            | Vielle-Louron                |                                               | 42° 50′ 03″ nord, 0° 24′ 11″ est   | « PA00095444 » | Classé MH               | 1979      | Église Saint-Mercurial de Vielle-Louron                            |
| Église Saint-Laurent de Vier                                       | Vier-Bordes                  |                                               | 42° 59′ 54″ nord, 0° 03′ 17″ ouest |                |                         |           | Église Saint-Laurent de Vier                                       |
| Église Saint-Laurent de Vieuzos                                    | Vieuzos                      |                                               | 43° 15′ 33″ nord, 0° 27′ 03″ est   |                |                         |           | Église Saint-Laurent de Vieuzos                                    |
| Église Saint-Sylvestre de Viey                                     | Viey                         |                                               | 42° 52′ 55″ nord, 0° 01′ 25″ est   |                |                         |           | Église Saint-Sylvestre de Viey                                     |
| Église Saint-Martin de Viger                                       | Viger                        |                                               | 43° 03′ 47″ nord, 0° 02′ 51″ ouest |                |                         |           | Église Saint-Martin de Viger                                       |
| Église Saint-Jacques de Vignec                                     | Vignec                       |                                               | 42° 49′ 24″ nord, 0° 18′ 57″ est   |                |                         |           | Église Saint-Jacques de Vignec                                     |
| Église de l'Assomption de Villefranque                             | Villefranque                 |                                               | 43° 30′ 08″ nord, 0° 00′ 22″ ouest |                |                         |           | Église de l'Assomption de Villefranque                             |
| Église Saint-Martin de Villelongue                                 | Villelongue                  |                                               | 42° 57′ 17″ nord, 0° 03′ 20″ ouest |                |                         |           | Église Saint-Martin de Villelongue                                 |
| Église Saint-Laurent de Villembits                                 | Villembits                   |                                               | 43° 16′ 40″ nord, 0° 18′ 48″ est   |                |                         |           | Église Saint-Laurent de Villembits                                 |
| Église Saint-Michel de Villemur                                    | Villemur                     |                                               | 43° 15′ 19″ nord, 0° 33′ 01″ est   |                |                         |           | Église Saint-Michel de Villemur                                    |
| Église Notre-Dame-de-l'Assomption de Villenave-près-Béarn          | Villenave-près-Béarn         |                                               | 43° 21′ 51″ nord, 0° 05′ 23″ ouest |                |                         |           | Église Notre-Dame-de-l'Assomption de Villenave-près-Béarn          |
| Église de la Nativité-de-la-Sainte-Vierge de Villenave-près-Marsac | Villenave-près-Marsac        |                                               | 43° 20′ 02″ nord, 0° 05′ 27″ est   |                |                         |           | Église de la Nativité-de-la-Sainte-Vierge de Villenave-près-Marsac |
| Église Saint-Pierre de Viscos                                      | Viscos                       |                                               | 42° 54′ 39″ nord, 0° 02′ 36″ ouest |                |                         |           | Église Saint-Pierre de Viscos                                      |
| Église Saint-Jean-Baptiste de Visker                               | Visker                       | Carrèra de Marca-Devath                       | 43° 08′ 20″ nord, 0° 03′ 52″ est   |                |                         |           | Église Saint-Jean-Baptiste de Visker                               |

### Culteprotestant
| Église                                                  | Commune             | Adresse | Coordonnées                        | Notice         | Protection | Date | Illustration                             |
| ------------------------------------------------------- | ------------------- | ------- | ---------------------------------- | -------------- | ---------- | ---- | ---------------------------------------- |
| Temple protestant de Bagnères-de-Bigorre                | Bagnères-de-Bigorre |         | 43° 03′ 27″ nord, 0° 08′ 54″ est   | « PA65000019 » | Inscrit MH | 2015 | Temple protestant de Bagnères-de-Bigorre |
| Temple protestant de Cauterets                          | Cauterets           |         | 42° 53′ 44″ nord, 0° 06′ 36″ ouest |                |            |      | Image manquante Téléverser               |
| Temple de l'église protestante unie de France de Tarbes | Tarbes              |         | 43° 13′ 54″ nord, 0° 04′ 17″ est   |                |            |      | Image manquante Téléverser               |

### Culteorthodoxe
| Église                                              | Commune   | Adresse | Coordonnées                        | Notice | Protection | Date | Illustration                                        |
| --------------------------------------------------- | --------- | ------- | ---------------------------------- | ------ | ---------- | ---- | --------------------------------------------------- |
| Église syriaque orthodoxe de Ferrières              | Ferrières |         | 43° 00′ 36″ nord, 0° 15′ 51″ ouest |        |            |      | Image manquante Téléverser                          |
| Église orthodoxe Notre-Dame-Source-de-Vie de Tarbes | Tarbes    |         | 43° 13′ 01″ nord, 0° 03′ 19″ est   |        |            |      | Église orthodoxe Notre-Dame-Source-de-Vie de Tarbes |